# Sân bay Haneda

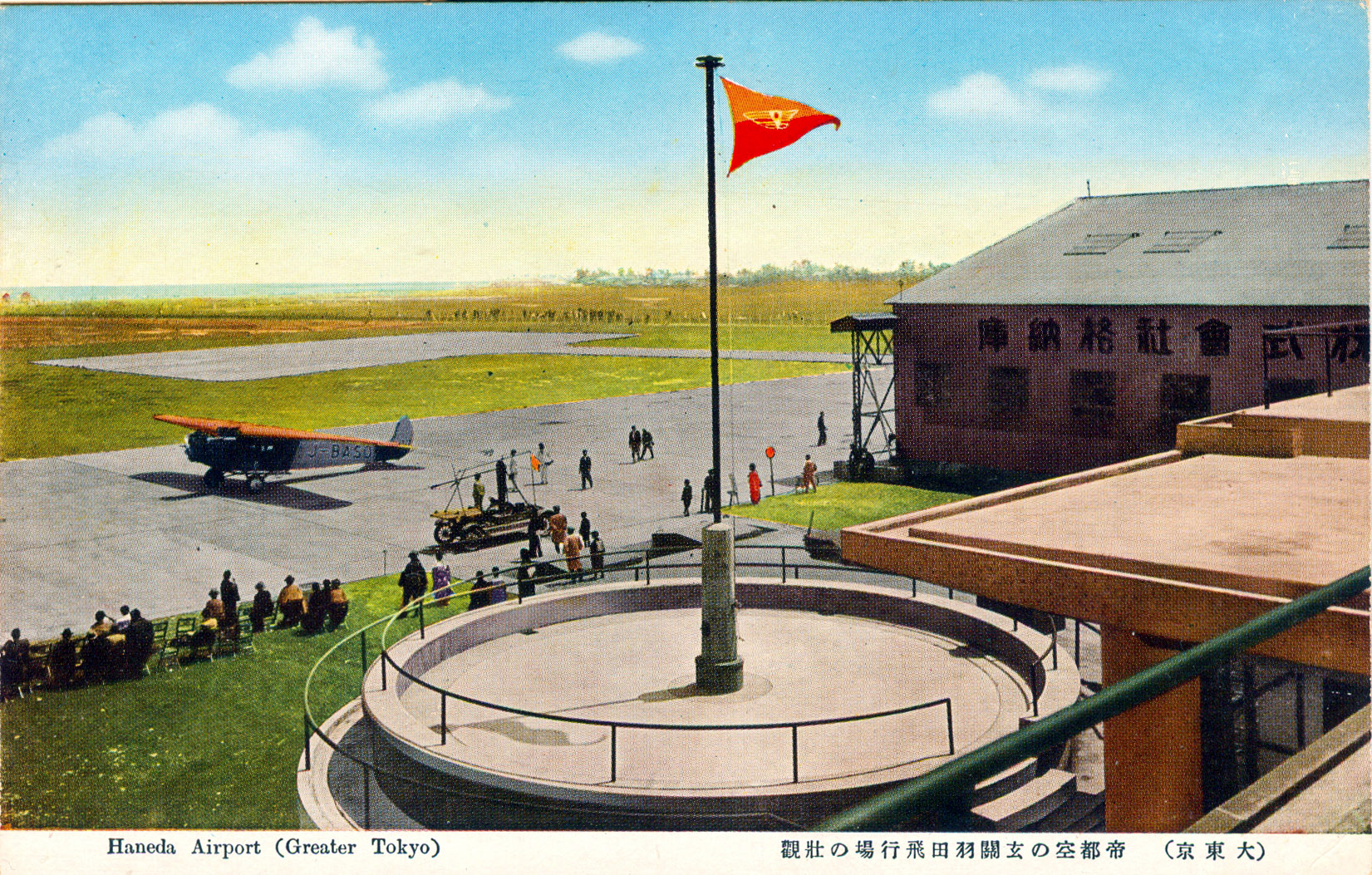
Sân bay Haneda năm 1937

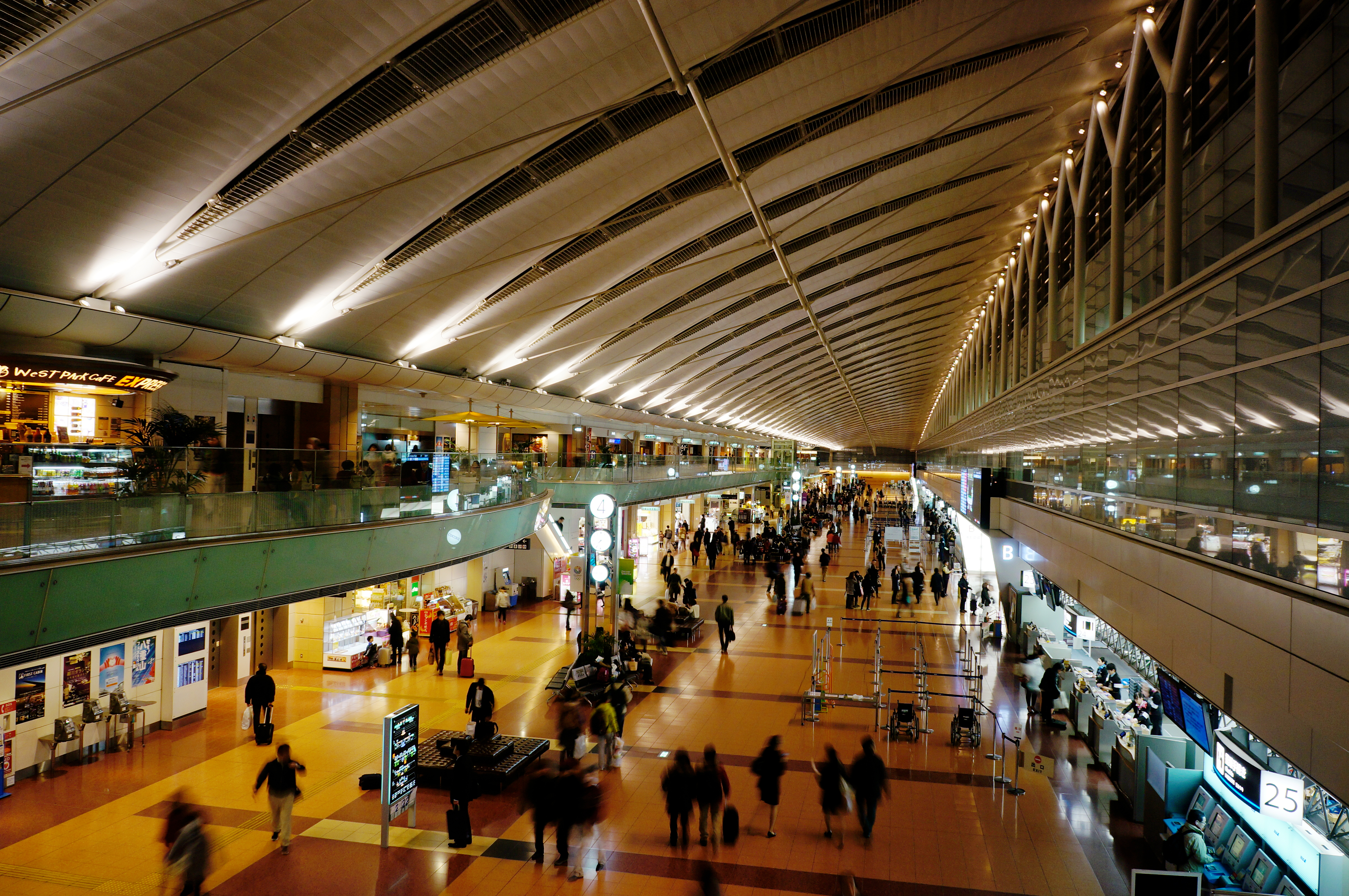
Ga Nội địa của sân bay Haneda

Sân bay quốc tế Tokyo (tiếng Nhật: 東京国際空港, Tōkyō Kokusai Kūkō, Đông Kinh quốc tế không cảng), tên thông dụng là Sân bay Haneda (羽田空港, Haneda Kūkō, Vũ Điền không cảng) (IATA: HND, ICAO: RJTT) là một trong hai sân bay chính phục vụ Vùng thủ đô Tōkyō, và là cơ sở chính của hai hãng hàng không nội địa lớn nhất Nhật Bản, Japan Airlines (Nhà ga 1) và All Nippon Airways (Nhà ga 2), cũng như Air Do, Skymark Airlines, Solaseed Air và StarFlyer. Nó nằm ở Ōta, Tokyo, cách Ga Tokyo 15 km (9,3 mi) về phía nam.
Sân bay Haneda là sân bay quốc tế chính cho thành phố Tokyo đến năm 1978. Từ năm 1978 đến năm 2010, sân bay Haneda chủ yếu phục vụ các chuyến bay nội địa đến và đi từ Tokyo cũng như các chuyến bay thuê chuyến tới các điểm đến lớn tại Đông Á và Đông Nam Á, trong khi Sân bay quốc tế Narita phục vụ phần lớn các chuyến bay quốc tế. Năm 2010, nhà ga quốc tế, hiện được gọi là nhà ga số 3, chính thức hoạt động cùng với việc hoàn thành xây dựng đường băng thứ tư, đã cho phép sân bay Haneda phục vụ các chuyến bay đường dài. Sân bay Haneda chính thức phục vụ các chuyến bay đường dài từ tháng 3 năm 2014, cung cấp dịch vụ bay thẳng tới 25 thành phố thuộc 17 quốc gia.
Chính phủ Nhật Bản khuyến khích sử dụng sân bay Haneda cho các đường bay của các hãng hàng không truyền thống (full service), trong khi sân bay Narita được sử dụng phục vụ các đường bay nối chuyến và các hãng không giá rẻ. Tuy nhiên, các hãng hàng không truyền thống (full service) lớn có thể lựa chọn bay tới đồng thời cả hai sân bay. Sân bay Haneda đã phục vụ 87.098.683 hành khách vào năm 2018. Nếu tính theo số lượng hành khách, đây là sân bay bận rộn thứ ba tại châu Á và bận rộn thứ tư trên toàn thế giới, sau Sân bay quốc tế Hartsfiel-Jackson Atlanta, Sân bay quốc tế Thủ đô Bắc Kinh (bận rộn nhất châu Á) và Sân bay quốc tế Dubai. Sân bay Haneda có thể phục vụ 90 triệu hành khách một năm sau khi mở rộng vào năm 2018. Nếu tính gộp lượng khách của cả hai sân bay quốc tế Haneda và Narita, Tokyo có hệ thống sân bay bận rộn thứ ba trên thế giới, sau Luân Đôn và New York.
Năm 2020, Sân bay Haneda được xếp thứ hai trong bảng xếp hạng các sân bay tốt nhất thế giới, sau sân bay Changi của Singapore, và giành giải thưởng Sân Bay Nội Địa tốt nhất thế giới. Năm 2021, sân bay tiếp tục được xếp thứ hai trong danh sách các sân bay tốt nhất thế giới, và duy trì danh hiệu Sân bay Nội địa tốt nhất thế giới của năm trước
.

## Lịch sử
Trước khi xây dựng sân bay Haneda, đây từng là một địa điểm du lịch tập trung nổi tiếng quanh Đền Anamori Inari, trong khi sân bay Tachikawa là sân bay chính của Tokyo. Đây là trụ sở chính của Japan Air Trasport, và sau đó là hãng hàng không quốc gia. Nhưng vì đây là căn cứ quân sự và cách trung tâm Tokyo 35 km (22 dặm), các phi công đã thường xuyên dùng nhiều bãi biển khác nhau của vịnh Tokyo làm đường băng, bao gồm cả những bãi biển mà hiện tại là sân bay Haneda (Haneda là thị trấn nằm trên vịnh Tokyo, đã được sáp nhập vào quận Kamata của Tokyo vào năm 1932). Năm 1930, Bộ Bưu Chính Nhật Bản đã mua 53 hecta đất khai hoang để xây dựng sân bay
.

### Thời kỳ chiến tranh (1931 - 1945)

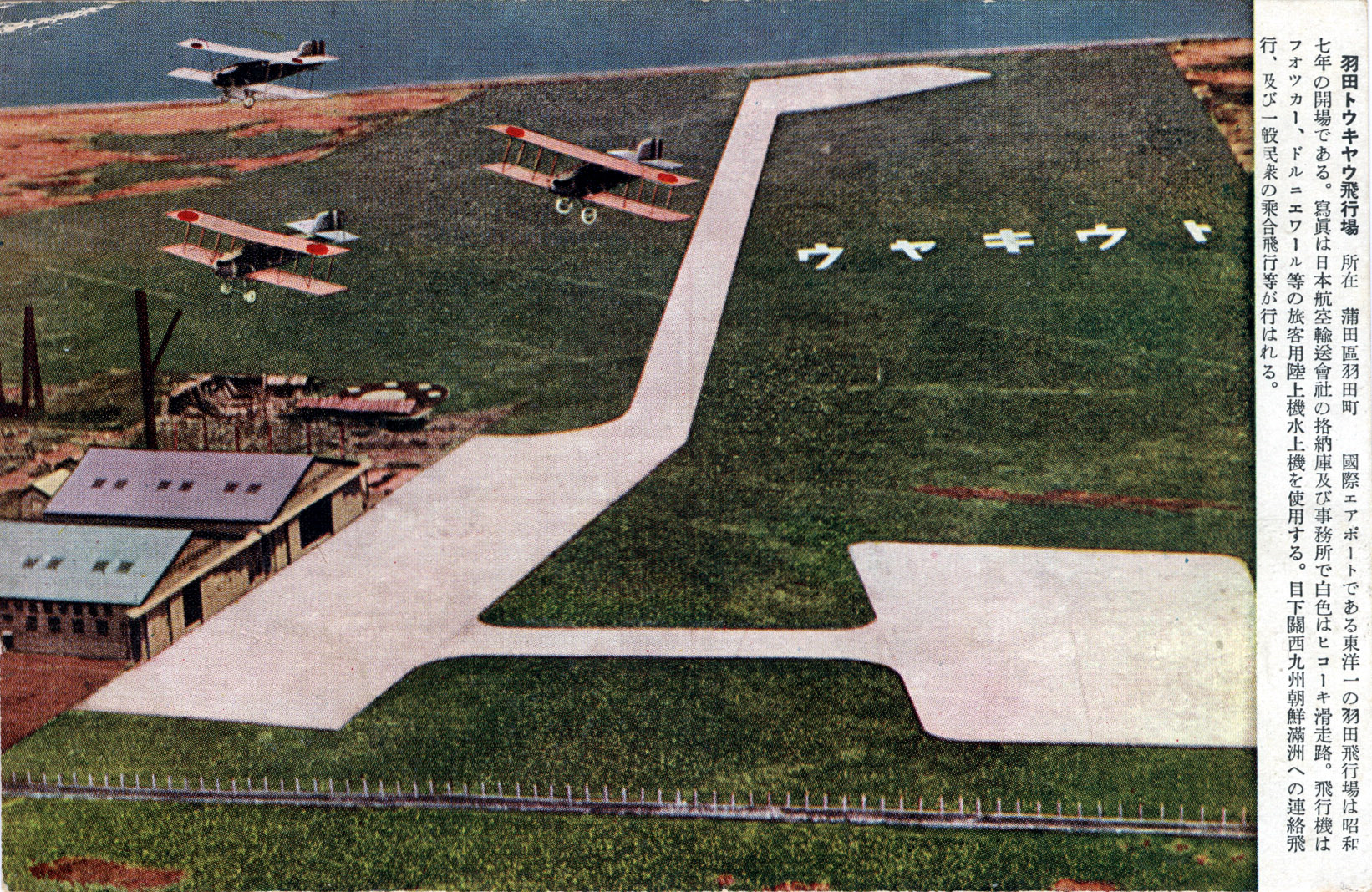
Sân đỗ và đường băng tại sân bay Haneda năm 1930

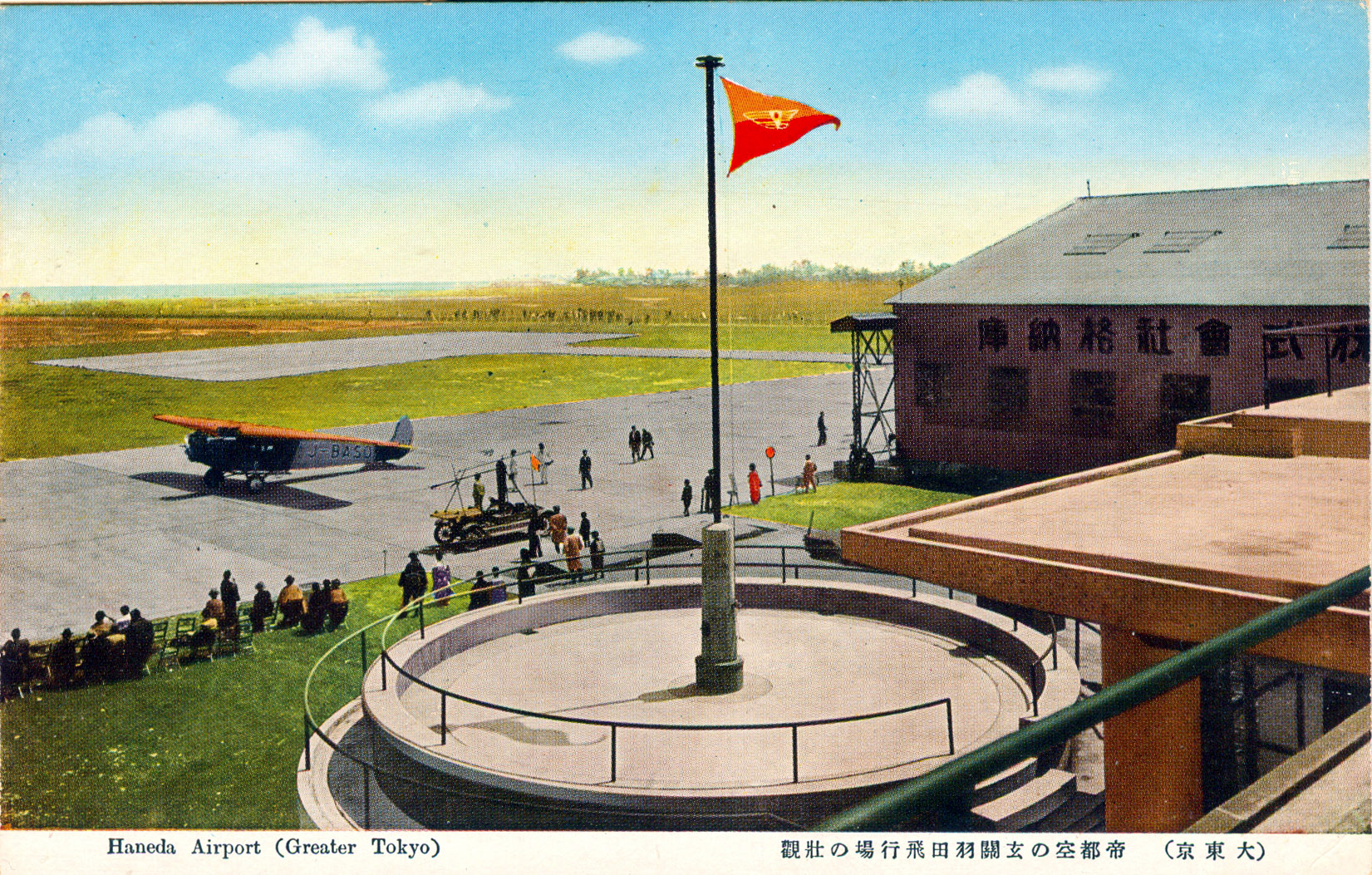
Sân bay Haneda năm 1937

Sân bay Haneda (羽田飛行場, Haneda Hikōjō) được mở cửa từ năm 1931 trên một khu đất nhỏ ở cuối phía tây của khu phức hợp sân bay ngày nay. Sân bay khi đó gồm một đường băng bê tông dài 300 mét, một nhà ga nhỏ và hai nhà chứa máy bay. Chuyến bay đầu tiên được thực hiện vào ngày 25/08/1931 đi Đại Liên, Trung Quốc.
Trong những năm 1930, sân bay Haneda phục vụ các đường bay đến điểm đến ở Nhật Bản, Đài Loan, Triều Tiên (nằm dưới sự cai trị của Nhật Bản) và Mãn Châu (do Mãn Châu Quốc cai trị). Các hãng bay của Nhật Bản đã mở các văn phòng đầu tiên ở Haneda vào thời gian này, và hãng hàng không quốc gia Mãn Châu Quốc (Manchukuo National Airways) bắt đầu dịch vụ bay giữa Haneda và Tân Kinh. JAT được đổi tên thành Hãng hàng không Hoàng gia Nhật Bản (Imperial Japanese Airways) sau khi quốc hữu hóa vào năm 1938. Lưu lượng hành khách và hàng hóa tăng mạnh trong năm này. Vào năm 1939, đường băng đầu tiên của sân bay Haneda được kéo dài lên 800 mét và đồng thời đường băng thứ hai dài 800 mét cũng được hoàn thành. Diện tích sân bay tăng lên thành 72,8 hecta. Diện tích tăng thêm này được Bộ Bưu Chính mua từ bãi tập trận kế bên sân bay.
Trong Chiến tranh thế giới thứ hai, cả IJA và sân bay Haneda đều chuyển sang phục vụ cho mục đích quân sự. Sân bay Haneda cũng được Lực lượng Không quân - Hải quân Đế quốc Nhật Bản sử dụng để huấn luyện bay.
Vào cuối những năm 1930, chính quyền Tokyo lên kế hoạch xây dựng Sân bay Thành phố Tokyo mới trên một hòn đảo nhân tạo ở quận Koto. Với diện tích 251 hecta, sân bay này có diện tích gấp 5 lần sân bay Haneda và lớn hơn cả sân bay Tempelhof ở Berlin, và được cho là sân bay lớn nhất thế giới vào thời điểm đó. Dự án xây sân bay được phê duyệt vào năm 1938, dự kiến xây dựng đảo nhân tạo vào năm 1939 và hoàn thành vào năm 1941, nhưng dự án đã bị chậm tiến độ do hạn chế về nguồn lực do Chiến tranh thế giới thứ hai. Dự án này chính thức bị hủy bỏ sau chiến tranh, vì chính quyền của quân Đồng Minh ủng hộ việc mở rộng sân bay Haneda hơn là xây dựng một sân bay mới. Hòn đảo nhân tạo này ngay nay được gọi là Yumenoshima.

### Sự chiếm đóng của Hoa Kỳ (1945 - 1952)

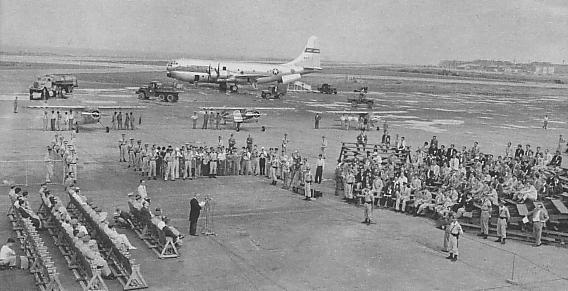
Lực lượng không quân Hoa Kỳ C-97 Stratofreighter tại căn cứ quân sự Haneda vào năm 1952

Vào ngày 12/9/1945, tướng Douglas MacArthur, Tư lệnh tối cao của Lực lượng Đồng Minh và là người đứng đầu Lực lượng chiếm đóng Nhật Bản sau Chiến tranh thế giới thứ hai, đã ra lệnh chiếm sân bay Haneda. Vào ngày hôm sau, ông tiếp nhận sân bay. Sân bay được đổi tên thành Căn cứ lực lượng Lục quân Haneda, và ra lệnh trục xuất các cư dân sống gần đó để xây dựng các dự án mở rộng sân bay, bao gồm việc mở rộng hai đường băng hiện hữu lên 1.650 mét và 2.100 mét. Vào ngày 21, hơn 3.000 cư dân đã nhận được lệnh rời đi trong vòng 48 giờ. Nhiều người quyết định tái định cư ở phía bên kia sông tại quận Haneda, quanh ga Anamoriinari, và một số họ vẫn sống ở khu vực này cho đến ngày nay. Dự án mở rộng sân bay bắt đầu được thực hiện vào tháng 10/1945 và hoàn thành vào tháng 6/1946. Sân bay lúc đó có diện tích 257,4 mét. Haneda được chỉ định là cảng nhập cảnh vào Nhật Bản.
Sân bay Haneda khi đó chủ yếu là một căn cứ vận tải quân sự và dân sự được Lục quân và Không quân Hoa Kỳ sử dụng làm điểm dừng cho các máy bay vận tải C-54 trong các hành trình khởi hành từ San Francisco tới Viễn Đông và ngược lại. Một số chiếc C-54, đóng tại Haneda, tham gia Cuộc phong tỏa Berlin. Những chiếc máy bay này được trang bị đặc biệt để chở than cho dân thường Đức. Nhiều máy bay trong số này đã ngừng hoạt động sau sự kiện này do nhiễm bụi than. Một số tướng Lục quân và Không quân Hoa Kỳ thường xuyên đỗ máy bay cá nhân của họ tại Haneda khi đến thăm Tokyo, bao gồm cả Tướng Ennis Whitehead. Trong Chiến tranh Triều Tiên, Haneda là căn cứ chính để chuyên chở các y tá Hải quân Hoa Kỳ, những người đã sơ tán thương binh và bệnh nhân từ Hàn Quốc đến Haneda để điều trị tại các bệnh viện quân sự ở Tokyo và Yokosuka. Nhân viên quân sự Hoa Kỳ đóng tại Haneda thường được bố trí ở tại khu dân cư phức hợp Washington Heights ở trung tâm Tokyo (nay là Công viên Yoyogi).
Căn cứ không quân Haneda tiếp nhận các chuyến bay chở khách quốc tế đầu tiên vào năm 1947 khi Hãng hàng không Northest Orient Airlines bắt đầu các chuyến bay DC-4 qua Bắc Thái Bình Dương đến Hoa Kỳ và các điểm đến thuộc châu Á như Trung Quốc, Hàn Quốc và Philippines. Hàng hàng không Pan American World Airways đã chọn Haneda làm điểm dừng chân trên tuyến "Vòng quanh thế giới" vào cuối năm 1947, với tuyến DC-4 đi hướng tây đến Thượng Hải, Hồng Kông, Kolkata, Karachi, Damascus, Istanbul, London và New York và tuyến Chòm sao (Constellation) đi Đảo Wake, Honolulu và San Francisco.
Hoa Kỳ đã trao lại một phần Haneda cho Nhật Bản vào năm 1952, phần này được gọi là Sân bay Quốc tế Tokyo. Quân đội Hoa Kỳ tiếp tục duy trì một căn cứ tại Haneda cho đến khi trao trả hoàn toàn cho Nhật Bản vào năm 1958.

### Thời kỳ là sân bay quốc tế (1952 - 1958)

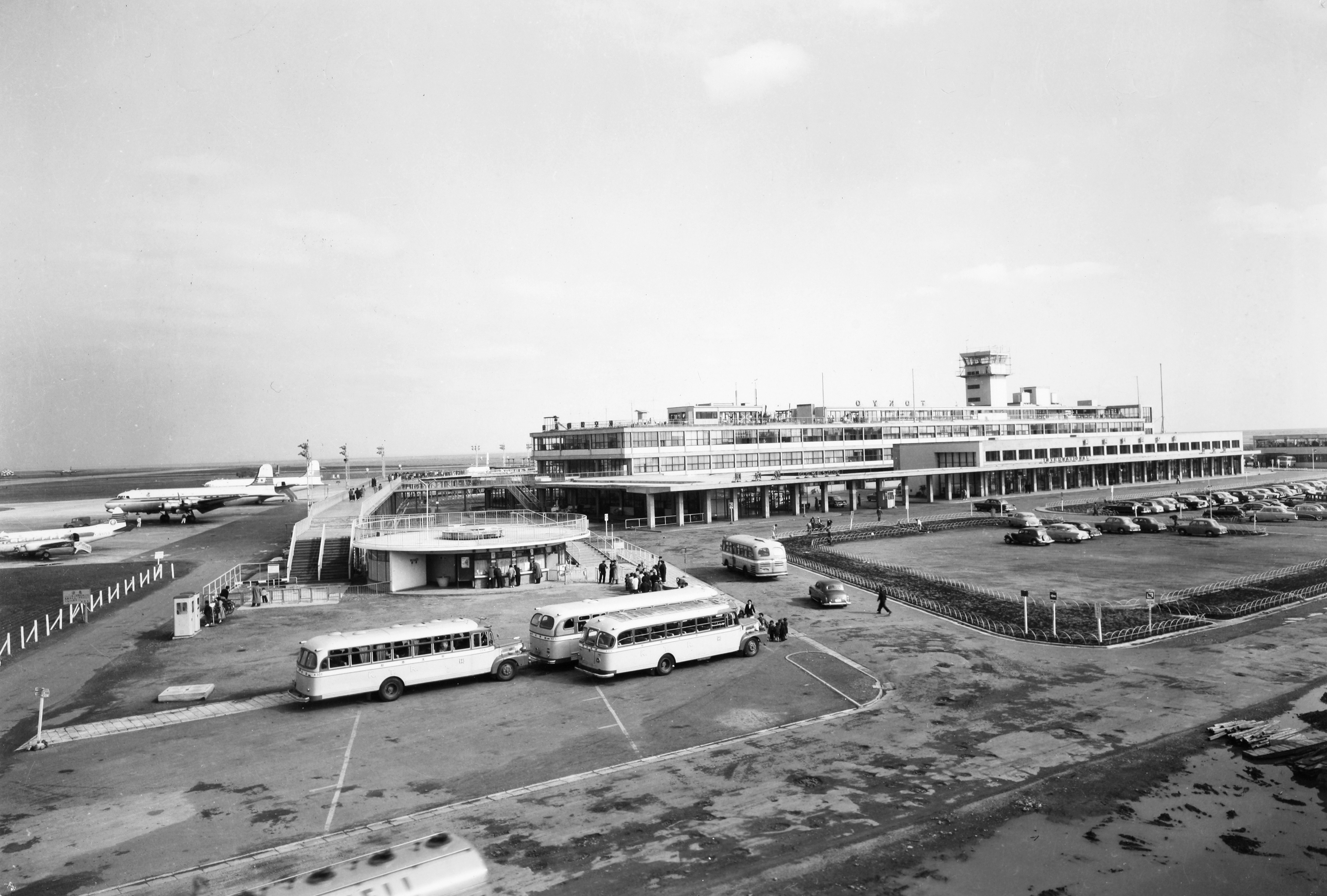
Nhà ga hành khách sân bay Haneda vào năm 1955

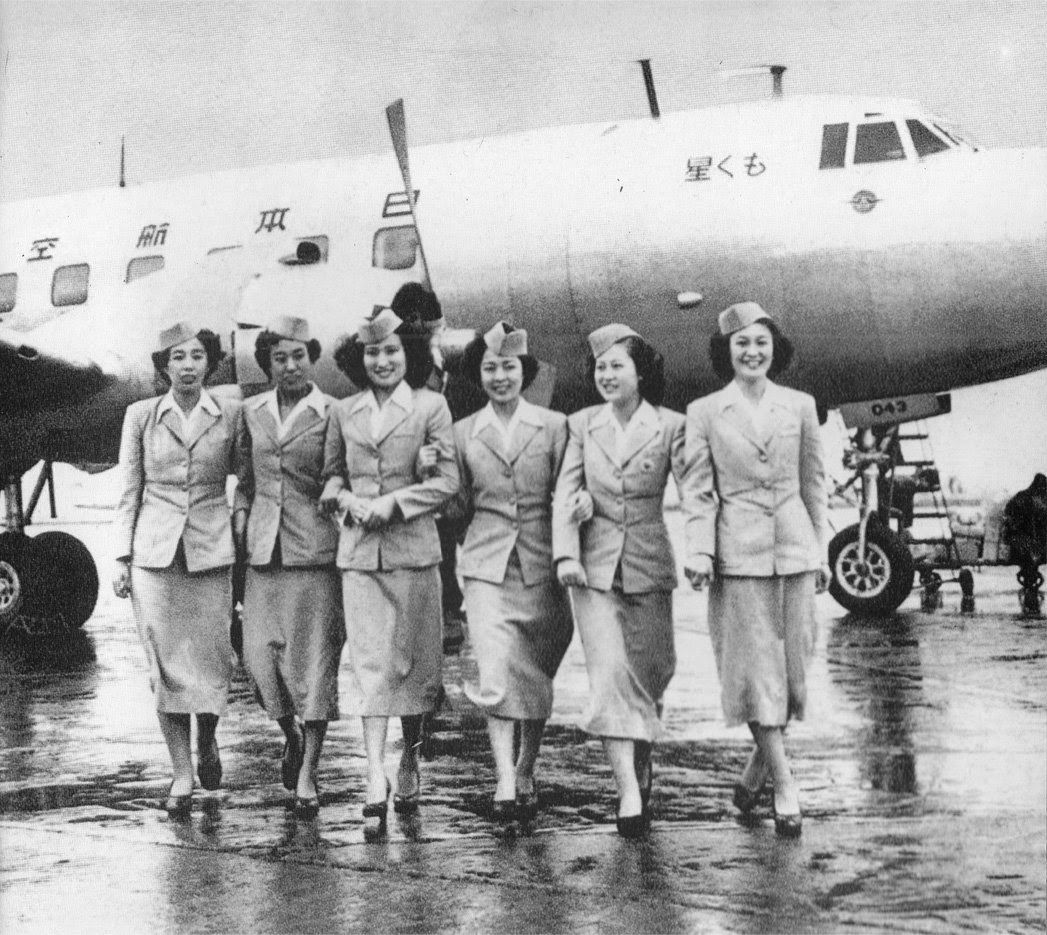
Tiếp viên của Japan Airlines năm 1951

Hãng hàng không quốc gia Nhật Bản Japan Airlines bắt đầu thực hiện các chuyến bay nội địa đầu tiên từ Haneda vào năm 1951. Trong một vài năm sau chiến tranh, sân bay quốc tế Tokyo không có nhà ga hành khách. Japan Airport Terminal Co., Ltd được thành lập năm 1953 để xây dựng nhà ga hành khách đầu tiên. Nhà ga này chính thức mở cửa đón khách vào năm 1955. Một phần mở rộng của nhà ga phục vụ các chuyến bay quốc tế được mở vào năm 1963. Các hãng hàng không châu Âu bắt đầu sử dụng sân bay Haneda vào những năm 1950. Air France khai thác chuyến bay đầu tiên đến Haneda vào tháng 11/1952. Các chuyến bay của BOAC de Havilland Comet tới Luân Đôn và các chuyến bay SAS DC-7 đến Copenhagen qua Anchorage bắt đầu tư năm 1957. Japan Airlines và Aeroflot bắt đầu hợp tác dịch vụ cho các chuyến bay từ Haneda đến Moscow vào năm 1967. Pan Am và Northest Orient đã sử dụng Haneda như một sân bay căn cứ. Vào tháng 8/1957, Japan Airlines khai thác 86 chuyến bay nội địa và 8 chuyến bay quốc tế hàng tuần từ sân bay Haneda. Các chuyến bay quốc tế khác mỗi tuần: 7 chuyến của Civil Air Transport, 3 chuyến Thai DC-4, 2 chuyến Hồng Kông Airways Viscount, 2 chuyến Air India và 1 chuyến Qantas. Northest có 16 chuyến khởi hành mỗi tuần, Pan Am có 12 chuyến và Canada Pacific có 4 chuyến, 3 chuyến của Air France, 3 chuyến của KLM, 5 chuyến của SAS, 2 chuyến của Swissair và ba chuyến của BOAC. Tính đến năm 1966, sân bay có ba đường băng: 15L/33R (3,150 m × 61 m), 15R/33L (3,002 m × 55 m) và 4/22 (1,570 m × 46 m).
Tuyến đường sắt một ray Tokyo Monorail kết nối sân bay Haneda với trung tâm Tokyo được mở vào năm 1964, trong thời gian diễn ra thế vận hội Tokyo. Trong năm 1964, Nhật Bản dỡ bỏ các hạn chế đi lại đối với công dân của mình, khiến lưu lượng hành khách tăng cao đáng kể. Sự ra đời của máy bay phản lực vào những năm 1960, đặc biệt là máy bay Boeing 747 vào năm 1970 đòi hỏi những cải tiến về cơ sở hạ tầng của sân bay Haneda, bao gồm cả việc sử dụng đường băng ban đầu 15R/33L làm sân đỗ sân bay. Năm 1961, chính phủ lên kế hoạch mở rộng sân bay Haneda với đường băng thứ ba và bổ sung sân đỗ máy bay. Tuy nhiên các dự báo cho thấy việc mở rộng chỉ đáp ứng được năng lực khai thác cho khoảng 10 năm sau khi hoàn thành. Vì vậy, năm 1966, chính phủ Nhật Bản quyết định xây dựng một sân bay mới cho các chuyến bay quốc tế. Năm 1978, sân bay Narita khai trương, tập trung khai thác các chuyến bay quốc tế trong vùng Đại đô thị Tokyo, và sân bay Haneda trở thành sân bay nội địa.

### Thời kỳ là sân bay nội địa (1978 - 2010)

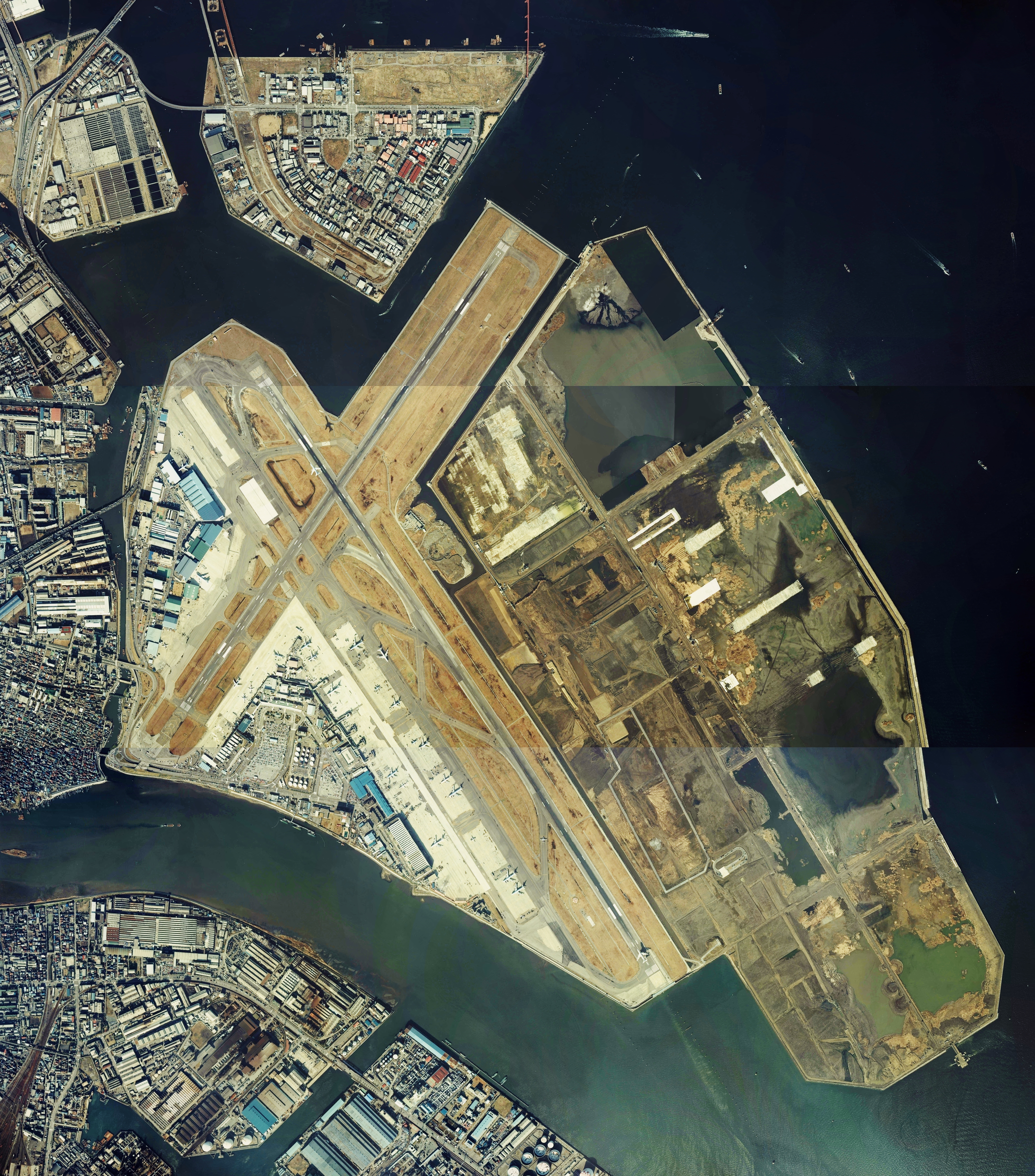
Góc chụp Haneda từ trên không vào năm 1984 cho thấy nhà ga năm 1970 ở phía tây, địa điểm hiện xây dựng nhà ga số 3. Khu vực rộng lớn đang được khai hoang ở phía đông sẽ trở thành nhà ga số 1 và nhà ga số 2 ngày nay.

Trong khi hầu hết các chuyến bay quốc tế chuyển sang khai thác tại sân bay Narita vào năm 1978, các hãng hàng không có trụ sở tại Trung Hoa Dân Quốc trên đảo Đài Loan tiếp tục sử dụng sân bay Haneda trong nhiều năm do xung đột chính trị giữa Trung Hoa Dân Quốc (Đài Loan) và Cộng hòa Nhân dân Trung Hoa (Trung Quốc). China Airlines vận hành đường bay đến Đài Bắc và Honolulu từ sân bay Haneda. Hãng hàng không lớn thứ hai Đài Loan, EVA Air, tham gia CAL tại Haneda vào năm 1999. Tất cả chuyến bay của các hãng hàng không Đài Loan chuyển đến hoạt động Narita vào năm 2002 và tuyến bay Haneda-Honululu được ngừng khai thác. Năm 2003, JAL, ANA, Korean Air và Asiana Airlines bắt đầu khai thác đường bay từ Haneda đến sân bay Gimpo ở Seoul.

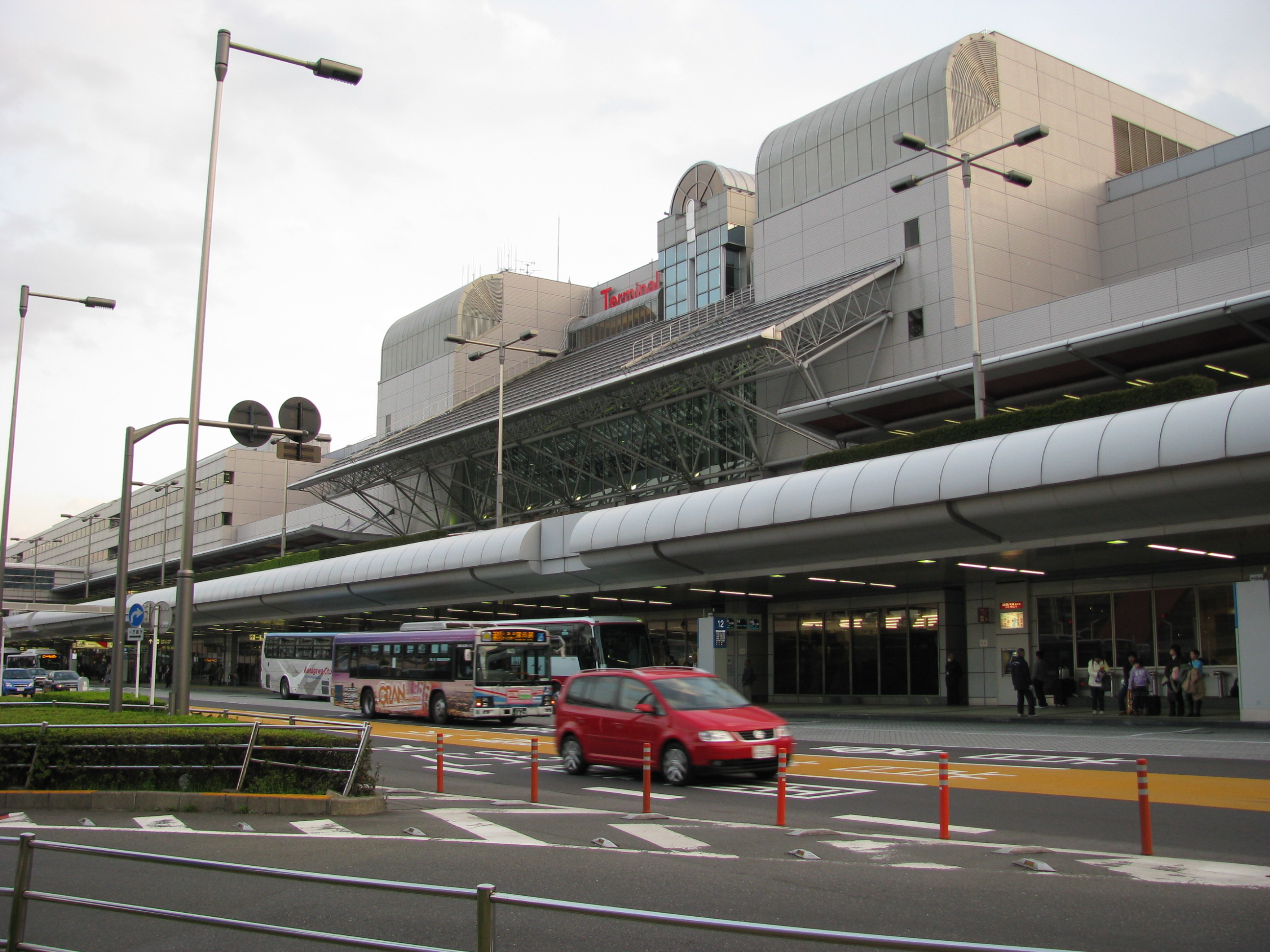
Nhà ga số 1, hoàn thành năm 1993, hiện được khai thác bởi hãng hàng không quốc gia Japan Airlines và Skymark

Nhà ga số 2, hoàn thành năm 2004, hiện được khai thác bởi All Nippon Airways, StarFlyer, Skynet Asia and Air Do.

Bộ Giao thông Nhật Bản đưa ra kế hoạch mở rộng Haneda vào năm 1983, theo đó sân bay sẽ được mở rộng ra bãi lấn biển ở vịnh Tokyo với mục đích tăng công suất, giảm tiếng ồn và tận dụng lượng rác thải do Tokyo tạo ra. Vào tháng 7/1988, một đường băng mới dài 3.000 mét được mở trên khu vực bồi lấp. Vào tháng 9/1993, nhà ga sân bay cũ được thay thế bằng nhà ga hành khách phía Tây mới, có biệt danh là "Con chim lớn" (Big Bird). Các đường băng C (song song) và B (chéo) mới lần lượt được hoàn thành vào tháng 3/1997 và tháng 3/2000. Năm 2004, nhà ga số 2 mở tại Haneda cho ANA và Air Do, nhà ga năm 1993, nay được gọi là Nhà ga 1, trở thành nơi khai thác của Japan Airlines, Skymark và Skynet Asia Airways.
Vào tháng 10/2006, Thủ tướng Nhật Bản Shinzo Abe và Thủ tướng Trung Quốc Ôn Gia Bảo đã đạt được một thỏa thuận không chính thức, khởi động các cuộc đàm phán song phương về việc khai thác đường bay giữa sân bay Haneda và sân bay quốc tế Hồng Kiều Thượng Hải. Vào ngày 25/6/2007, hai chính phủ đã ký kết một thỏa thuận cho phép khai thác đường bay Haneda - Hồng Kiều bắt đầu từ tháng 10/2007. Từ tháng 8/2015, Haneda cũng bắt đầu cung cấp các chuyến bay đến sân bay khác của Thượng Hải, Sân bay quốc tế Phố Đông Thượng Hải (nơi hầu hết chuyến bay đến Narita), điều đó có nghĩa là không còn đường bay giữa thành phố Tokyo với sân bay Hồng Kiều, mà chỉ còn đường bay giữa Haneda và Phố Đông.
Tháng 12/2007, Nhật Bản và Cộng hòa Nhân dân Trung Hoa đạt được thỏa thuận về mở các chuyến bay thuê chuyến giữa sân bay Haneda và sân bay Nam Nguyên Bắc Kinh. Tuy nhiên, do những khó khăn trong việc đàm phán với lực lượng quân sự tại Nam Nguyên, các chuyến bay thuê chuyến đầu tiên vào tháng 8/2008 (trùng với Thế vận hội 2008) đã sử dụng sân bay quốc tế Thủ Đô Bắc Kinh, cũng như các chuyến bay thuê chuyến tiếp theo đến Bắc Kinh.
Tháng 6/2007, Haneda cho phép khai thác các chuyến bay quốc tế khởi hành từ 8:30 tối đến 11:00 tối và chuyến bay hạ cánh từ 6:00 sáng đến 8:30 phút sáng. Sân bay cho phép khởi hành và hạ cánh giữa 11:00 tối vào 6:00 sáng, vì sân bay Narita bị đóng cửa trong thời gian này.
Macquarie Bank và Macquarie Airports sở hữu 19,9% cổ phần của Japan Airport Terminal cho đến năm 2009, khi họ bán lại cổ phần của mình cho công ty.

### Mở rộng các đường bay quốc tế (2010 - 2014)

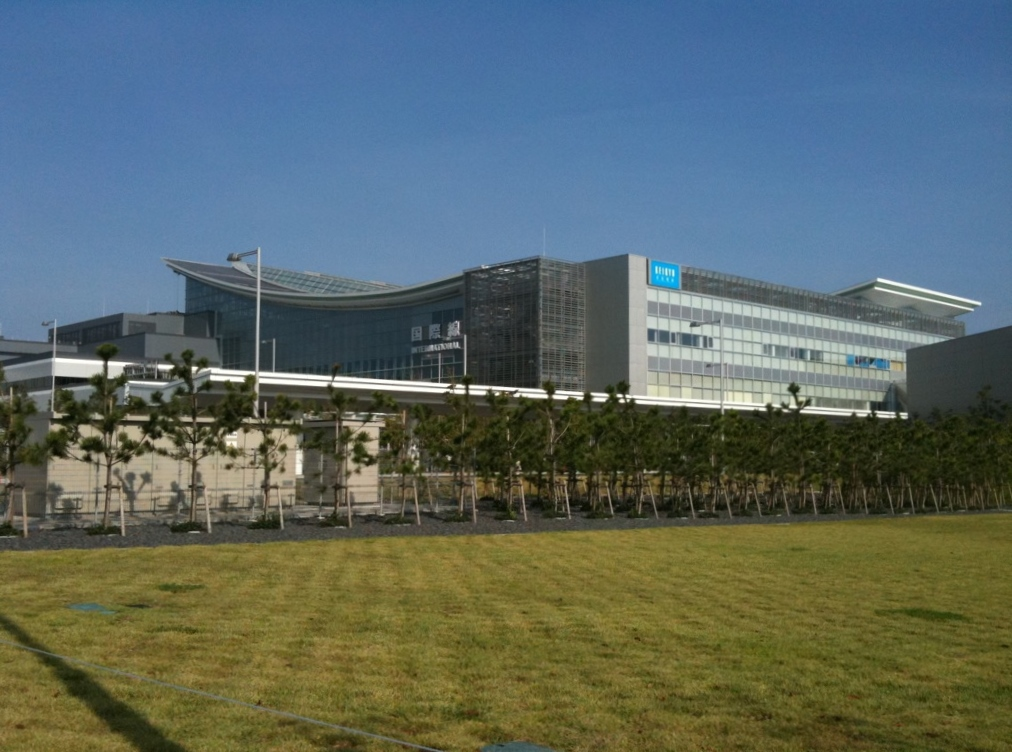
Nhà ga số 3, mở cửa tháng 10/2010

Nha ga số 3 cho các chuyến bay quốc tế được hoàn thành vào tháng 10/2010. Chi phí để xây dựng nhà ga gồm năm tầng và bãi đậu xe có sức chưa 2.300 ô tô được chi trả bởi tổ chức tài chính tư nhân. Doanh thu từ nhượng quyền khai thác miễn thuế và phí sử dụng hạ tầng là 2.000 yên mỗi hành khách. Cả hai tuyến tàu điện Tokyo Monorail và Keikyu Airport Line đều bổ sung thêm nhà ga tàu điện tại nhà ga hành khách mới và một một nhà ga hàng hóa quốc tế đã được xây dựng gần đó. Đường băng thứ 4(05/23), gọi là D Runway, được hoàn thành vào năm 2010, xây dựng thông qua cải tạo đất phía nam của sân bay hiện có. Đường băng này được thiết kế để tăng công suất hoạt động của Haneda từ 285.000 lượt khách lên 407.000 lượt khách mỗi năm, giúp tăng tần suất khai thác trên các tuyến bay hiện có, cũng như các tuyến bay mới. Đặc biệt, Haneda sẽ cung cấp thêm các slot bay để có thể khai thác 60.000 chuyến bay quốc tế mỗi năm (30.000 chuyến bay vào ban ngày và 30.000 chuyến bay vào đêm khuya và sáng sớm).
Vào tháng 5/2008, Bộ Giao thông Nhật Bản thông báo rằng các chuyến bay quốc tế được phép thực hiện giữa Haneda và bất kỳ điểm đến nào ở nước ngoài, với điều kiện các chuyến bay đó phải được khai thác từ 11:00 đêm đến 7:00 sáng. Ban đầu, Bộ Giao thông dự định phân bổ một số slot hạ cánh có sẵn cho các chuyến bay quốc tế dài 1.947 km trở xuống (bằng khoảng cách đến Ishigaki, đường bay nội địa dài nhất từ Haneda).

Sơ đồ mở rộng sân bay Haneda

30.000 slot bay quốc tế có sẵn khi mở cửa nhà ga số 3 vào tháng 10/2010, và được phân bổ cho các cơ quan quản lý hàng không ở một số quốc gia để phân bổ thêm cho các hãng hàng không. Trong khi đó, đường bay đến Seoul, Đài Bắc, Thượng Hải và các điểm đến khác trong khu vực tiếp tục được khai thác trong ngày, các chuyến bay đường dài bị giới hạn trong khung giờ ban đêm. Nhiều chuyến bay đường dài từ Haneda gặp khó khăn, chẳng hạn như chuyến bay của British Airways đến Luân Đôn (tạm thời bị đình chỉ và sau đó được khôi phục với tuần suất ít hơn trước khi trở thành chuyến bay thường lệ vào ban ngày) và Air Canada với dịch vụ bay đến Vancouver (được thông báo sẽ khai thác nhưng chưa bao giờ được vận hành cho đến khi Air Canada khai thác liên danh với chuyến bay Haneda-Vancouver của ANA). Delta Air Lines đã thay thế đường bay ban đầu của mình đến Detroit bằng chuyến bay đến Seatle trước khi hủy bỏ hoàn toàn để ưu tiên các chuyến bay vào khung giờ ban ngày đến Los Angeles và Minneapolis (mặc dù cả hai đường bay đến Detroit và Seatle đã được khai thác trở lại vào khung giờ ban ngày). Tháng 10/2013, American Airlines thông báo hủy khai thác đường bay giữa Haneda và New York JFK và nói rằng nó "hoàn toàn không có lãi" do bị hạn chế vào khung giờ ban ngày tại Haneda.

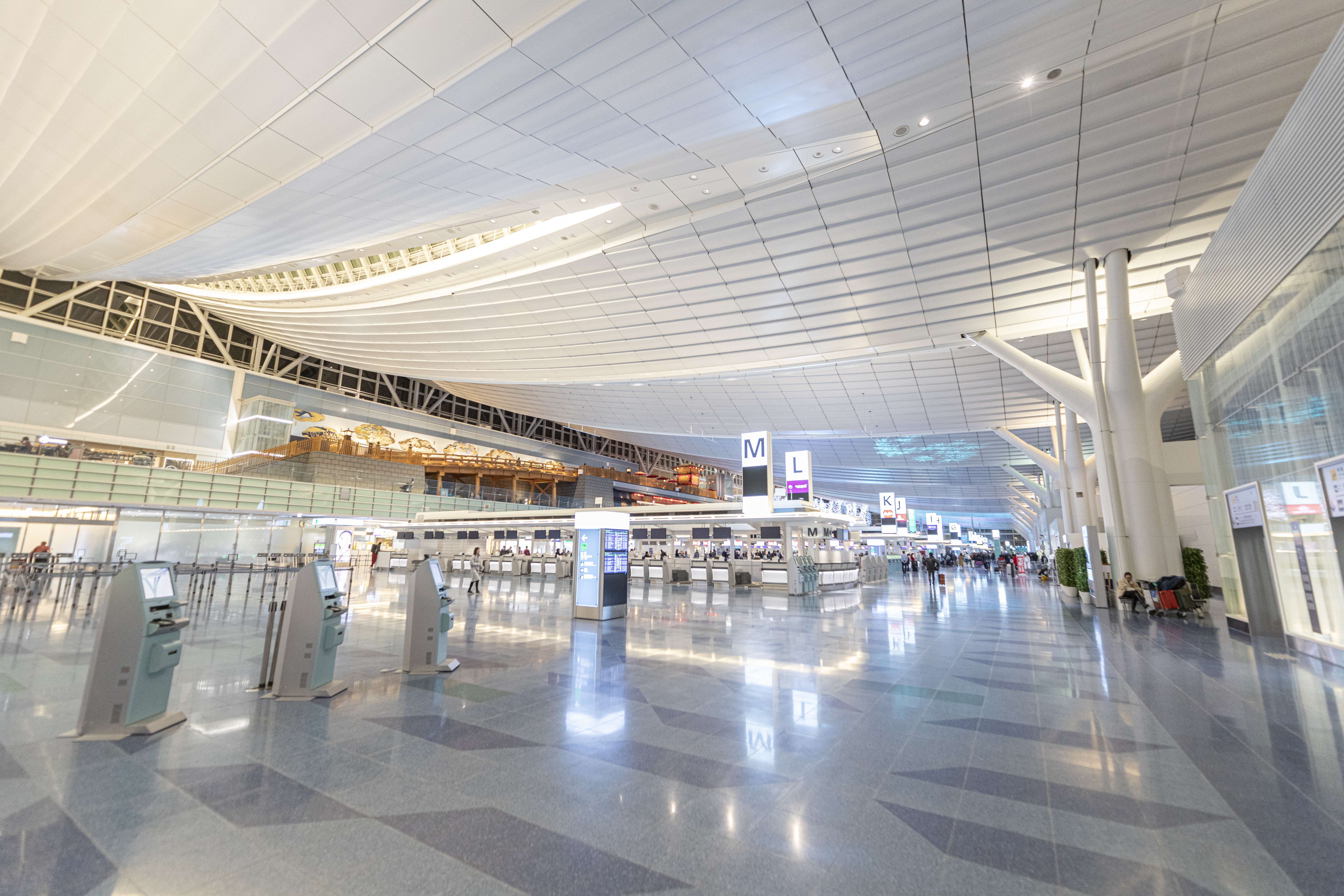
Ga đi Quốc tế (nhà ga số 3) năm 2020

Nhà ga quốc tế mới của sân bay Haneda đã nhận được nhiều lời phàn nàn từ hành khách vào ban đêm. Một trong những lời phàn nàn là nhà ga thiếu tiện nghi vì hầu hết các nhà hàng và cửa hàng đều đóng cửa vào ban đêm. Một góp ý khác là không có phương tiện giao thông công cộng giá cả phải chăng vào ban đều hoạt động ngoài nhà ga. Tuyến tàu điện Keikyu, Tokyo Monorail và hầu hết các tuyến xe buýt ngừng hoạt động ở Haneda trước nửa đêm, vì vậy hành khách hạ cánh vào ban đêm buộc phải đi taxi hoặc thuê ô tô để rời sân bay. Người phát ngôn của sân bay Haneda nói rằng họ sẽ làm việc với các bên khai thác giao thông công cộng và chính phủ để cải thiện tình trạng hiện tại.
Các slot bay quốc tế vào ban ngày đã được phân bổ vào tháng 10/2013. Trong quá trình đàm phán, ANA lập luận rằng hãng nên được phân bổ nhiều slot bay quốc tế hơn Japan Airlines do Japan Airlines đang tái cơ cấu sau khi nộp đơn phá sản và được chính phủ hỗ trợ gần đây. Cuối cùng, ANA giành được 11 slot bay hằng ngày so với 5 của JAL. Chín cặp slot ban ngày khác đã được phân bổ cho các đường bay đến Hoa Kỳ vào tháng 2/2016. Các slot này dự kiến được phân bổ cùng với các slot ban ngày khác, nhưng các cuộc đàm phán về việc phân bổ đã bị đình trệ vào năm 2014, khiến Chính phủ Nhật bản quyết định chuyển các slot này cho các chuyến bay thuê chuyến của các quốc gia khác. Các khung giờ bay ban ngày giúp tăng công suất chuyến bay giữa Tokyo và các điểm đến tại thị trường Châu Á, nhưng không ảnh hưởng lớn đến công suất đến thị trường Châu Âu, do một số hãng vận chuyển chỉ đơn giản là chuyển các chuyến bay từ Narita sang Haneda (đáng chú ý nhất là các hãng ANA và Lufthansa, gần như hoàn toàn chuyển sang Haneda). Để ngăn chặn việc này tiếp tục tái diễn, Bộ Đất Đai, Cơ Sở Hạ Tầng và Giao thông Nhật Bản đã đưa ra hướng dẫn không ràng buộc cho các hãng hàng không rằng bất kỳ chặng bay mới nào ở Haneda không được dẫn đến việc ngừng chặng bay tương ứng ở Narita, mặc dù các hãng hàng không có thể đáp ứng được yêu cầu này qua việc bay liên danh với một đối tác hàng không (ví dụ: ANA đã chuyển chặng bay từ Tokyo đến Luân Đôn sang sân bay Haneda trong khi vẫn duy trì hợp tác liên danh với Virgin Atlantic trên chặng bay Narita - Luân Đôn).
Việc mở rộng nhà ga quốc tế mới đã hoàn thành vào cuối tháng 3/2014. Việc mở rộng bao gồm 8 cổng ra máy bay mới ở phía tây bắc của nhà ga hiện tại, mở rộng sân đỗ liền kề với 4 điểm đỗ máy bay mới, một khách sạn bên trong nhà ga quốc tế và các khu vực làm thủ tục, hải quan, nhập cảnh, khu vực chờ lên máy bay và trả hành lý.
Ngoài giới hạn về slot bay quốc tế, Sân bay Haneda vẫn giới hạn các slot bay nội địa; các slot bay nội địa được phân bổ lại 5 năm một lần và mỗi slot có giá trị 2 - 3 tỷ yên.

### Các kế hoạch mở rộng (sau 2014)
Sau khi Tokyo giành quyền đăng cai Thế vận hội Mùa hè 2020, chính phủ Nhật Bản có kế hoạch tăng công suất kết hợp của Haneda và Narita, đồng thời xây dựng một tuyến đường sắt mới nối từ sân bay Haneda đến ga Tokyo trong khoảng 18 phút.
JR East đã xem xét dự án nâng cấp tuyến vận tải hiện có từ ga Tamachi (tuyến Yamanote) để tạo tuyến đường sắt thứ ba đến sân bay, có khả năng kết nối với tuyến Uneno-Tokyo để cung cấp kết nối xuyên suốt đến Ueno và các điểm trên tuyến Utsunomiya và Takasaki. Mặc dù đã có các cuộc bàn thảo về việc hoàn thành việc nâng cấp này trước thế vận hội, dự án đã bị gác lại vô thời hạn vào năm 2015.
Bộ Đất Đai, Cơ sở hạ tầng và Giao thông đang lên kế hoạch xây dựng một đường hầm giữa các nhà ga nội địa và quốc tế hiện hữu nhằm rút ngắn thời gian di chuyển giữa các nhà ga từ 60-80 phút hiện tại.
Haneda bị hạn chế không phận do nằm giữa căn cứ Không quân Yokota ở phía tây và Sân bay Quốc tế Narita ở phía đông. Do yêu cầu của các sân bay này và lo ngại về tiếng ồn, các chuyến bay của Haneda thường đến và đi theo các tuyến đường vòng qua vịnh Tokyo. Một hành lang bay đến mới phía tây Tokyo và một hành lang khởi hành khởi hành mới qua Yokohama, Kawasaki và trung tâm Tokyo, giới hạn giờ khai thác trong buổi chiều, được bổ sung từ ngày 29/3/2020. Các đường lăn bổ sung được xây dựng để Haneda có thể phục vụ được nhiều chuyến bay hơn và quá trình xây dựng có thể kéo dài khoảng 3 năm.

## Cơ sở hạ tầng
Sân bay Haneda có 3 nhà ga hành khách. Nhà ga số 1 và nhà ga số 2 được nối với nhau bằng một lối đi ngầm. Xe buýt đưa đón liên nhà ga miễn phí kết nối tất cả các nhà ga trên mặt đất. Lộ trình A chạy giữa nhà ga số 1 và số 2 mỗi 4 phút và Lộ trình B chạy một chiều giữa nhà ga số 3, 2, 1 và quay lại nhà ga số 3 mỗi 4 phút.
Sân bay Haneda mở cửa 24 giờ mỗi ngày, mặc dù nhà ga số 1 và khu vực bay nội địa của nhà ga số 2 chỉ mở cửa từ 5:00 sáng đến 12:00 sáng. Giờ hoạt động của nhà ga có thể được kéo dài thành hoạt động 24 giờ do StarFlyer có chuyến bay đêm muộn và sáng sớm giữa Haneda và Kitakyushu, bắt đầu từ tháng 3/2006. Nhà ga số 3 và khu vực phục vụ bay quốc tế của nhà ga số 2 mở cửa 24 giờ mỗi ngày.
Cả 3 nhà ga hành khách đều do tư nhân quản lý và vận hành. Nhà ga số 1 và số 2 do Japan Airport Terminal Co., Ltd. (日本空港ビルディング株式会社, Nippon Kūkō Birudingu Kabushikigaisha) vận hành, trong khi nhà ga số 3 được vận hành bởi Tokyo International Air Terminal Corporation (東京国際空港ターミナル株式会社, Tōkyō Kokusai Kūkō Tāminaru Kabushikigaisha). Các hạ tầng quan trọng của sân bay như đường băng, đường lăn, sân đỗ do Bộ Đất Đai, Cơ Sở Hạ Tầng, Giao thông và Du lịch quản lý. Tính đến 3/2013, nhà ga số 1 và số 2 có tổng cộng 47 đường ống ra máy bay.

Bức ảnh bao quát về cơ sở và nhà ga của Sân bay Haneda. Các trung tâm hàng hóa của JAL và ANA nằm ở phía bên trái. Bên phải của các trung tâm hàng hóa là Đài quan trắc thời tiết sân bay của Cơ quan khí tượng Nhật Bản. Bên phải của nó là Tòa nhà văn phòng sân bay Quốc tế Tokyo số 2, và tòa tháp cao màu trắng ở bên phải là tháp điều khiển của sân bay. Khu vực đỗ xe số 2 nằm bên phải tháp điều khiển và Nhà ga số 1 nằm bên phải khu vực đỗ xe. Nhà ga số 2 nằm phía sau Nhà ga số 1 và không thể nhìn thấy từ góc độ này. Ở bên phải của Nhà ga số 1 là các trung tâm bảo trì của JAL và ở phía ngoài cùng bên phải của bức ảnh là cơ sở vận chuyển hàng hóa quốc tế và nhà ga quốc tế.

### Nhà ga

#### Nhà ga số 1
Nhà ga số 1 được gọi là Big Bird mở cửa vào năm 1993, thay thế cho nhà ga nhỏ hơn được xây năm 1970. Nhà ga này sử dụng để khai thác đường bay nội địa của các hãng hàng không Japan Airlines, Skymark Airlines và Star Flyer.
Tòa nhà chính có một nhà hàng sáu tầng, khu vực mua sắm, các phòng hội nghị ở trung tâm và một đài quan sát lớn trên tầng thượng cùng với quán cà phê ngoài trời trên tầng mái. Nhà ga có các cổng khởi hành 1-24 dùng ống lồng, cổng 31-40 và 84-90 sử dụng xe buýt để vận chuyển khách từ nhà ga đến máy bay.

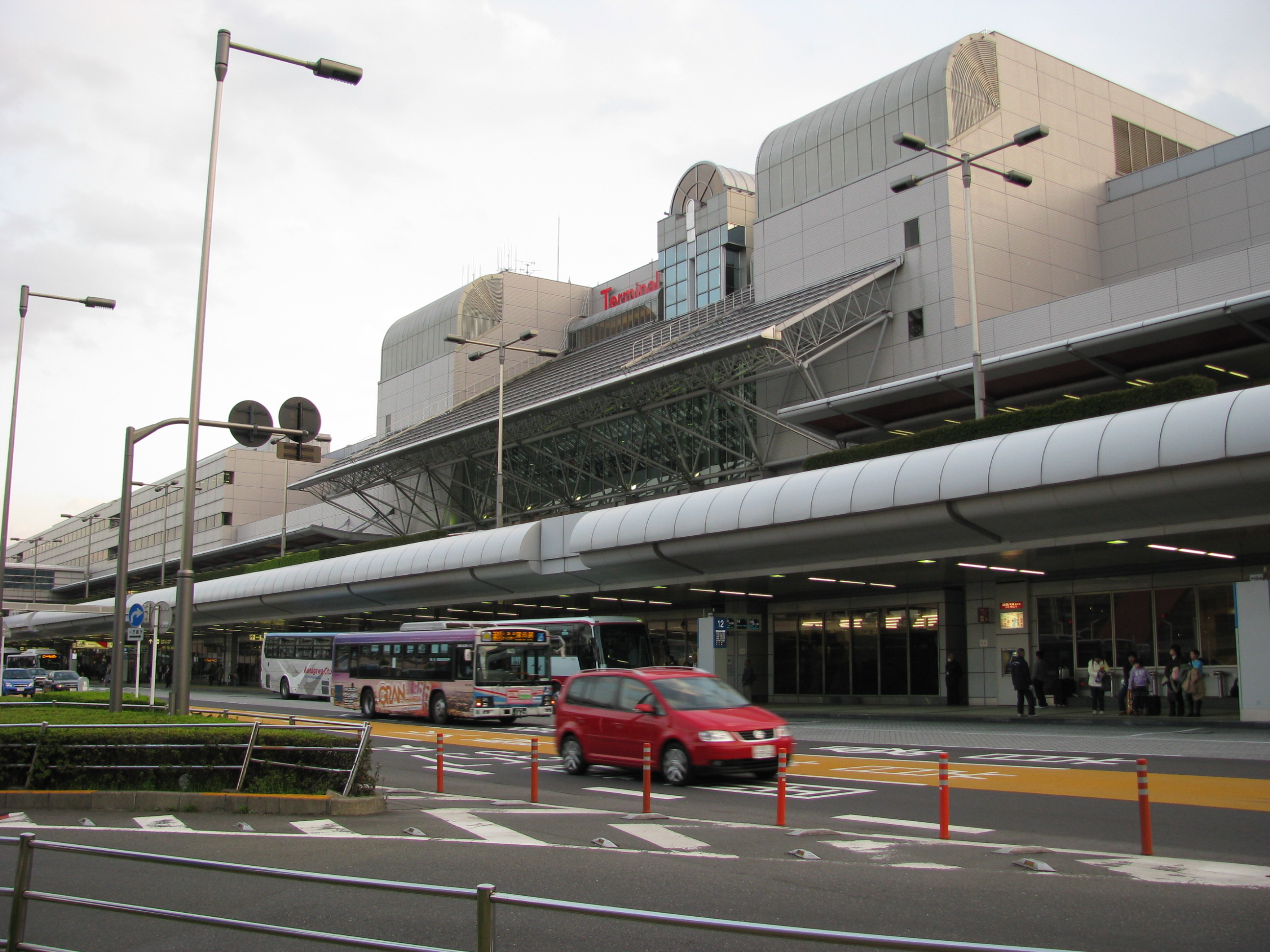
Nhà ga số 1
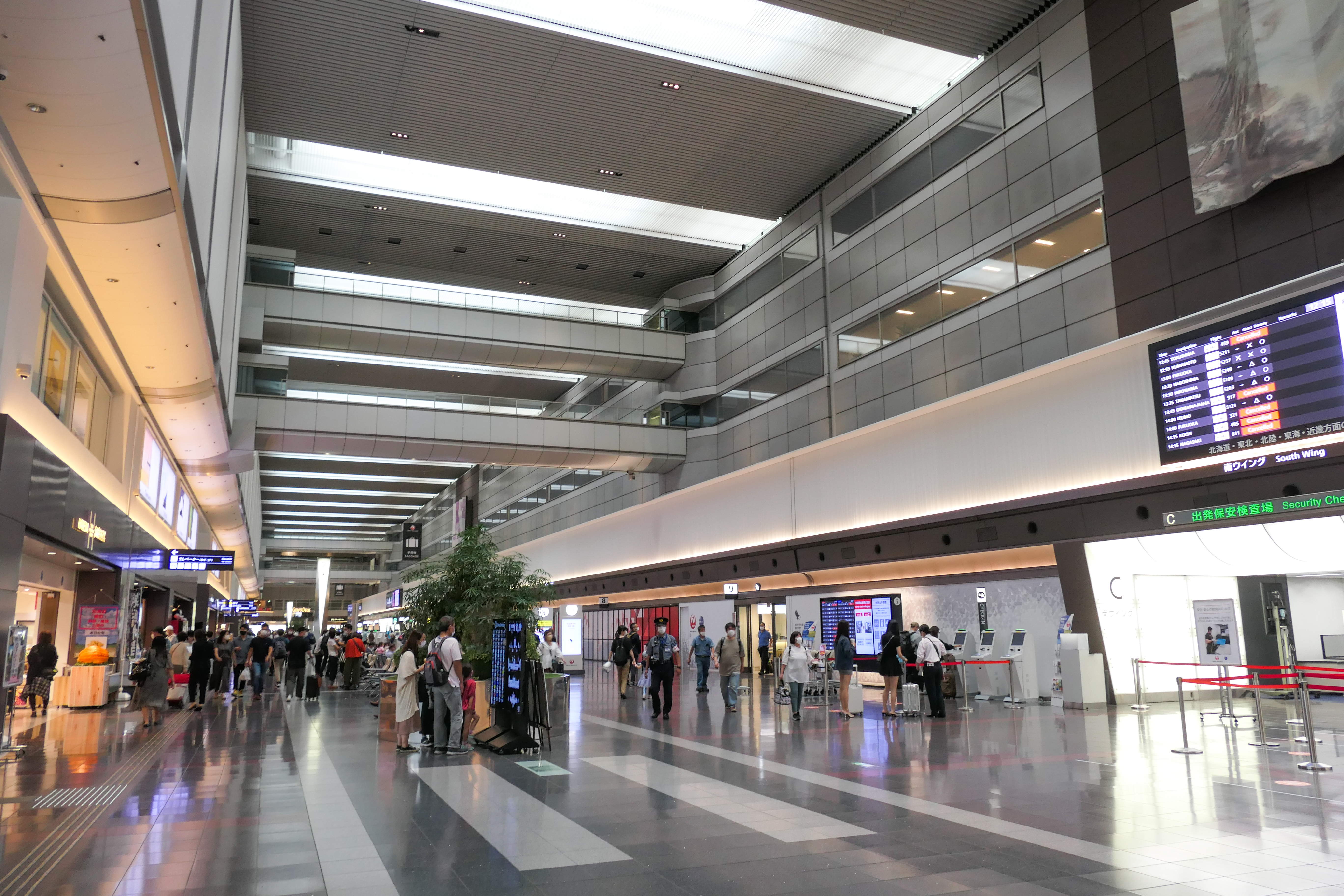
Sảnh đi (phía nam)
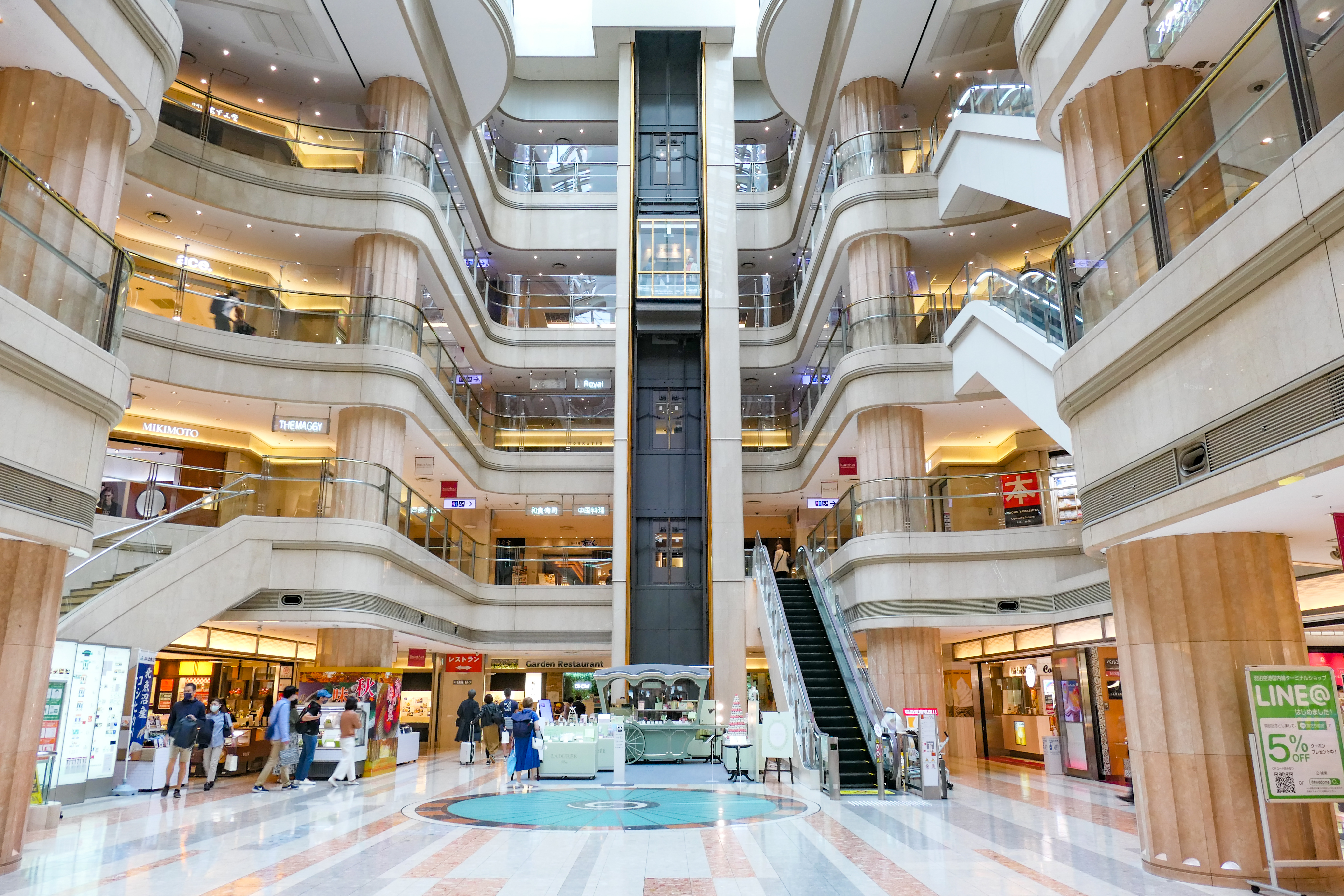
Khu vực mua sắm
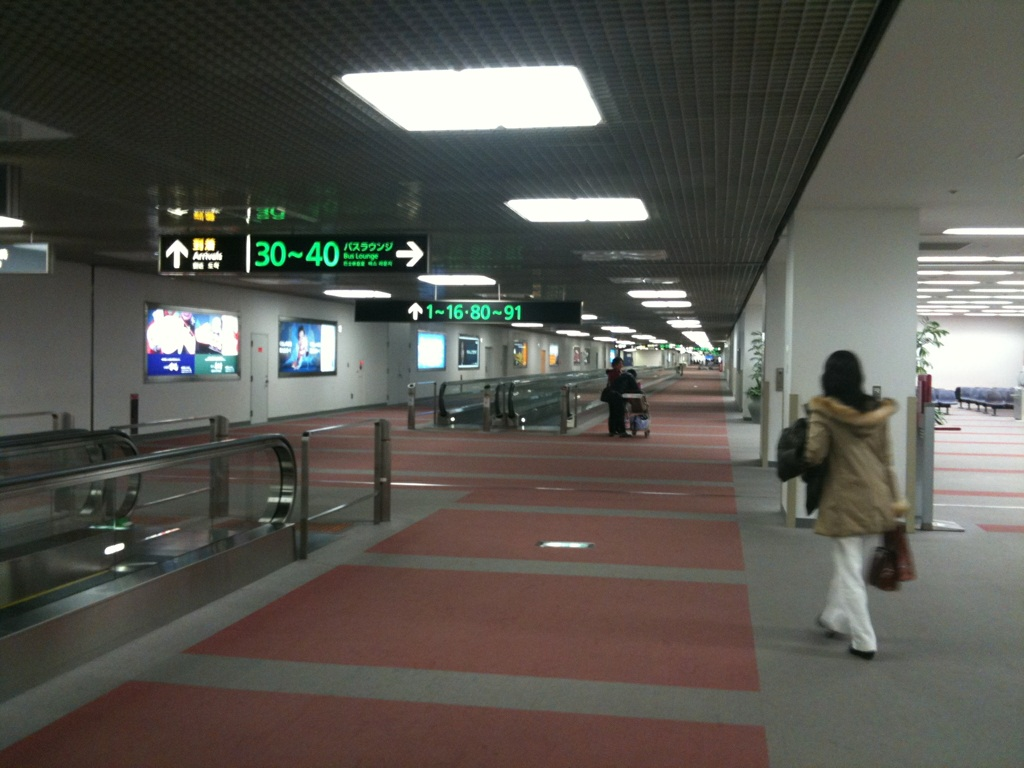
Khu vực chờ ra máy bay
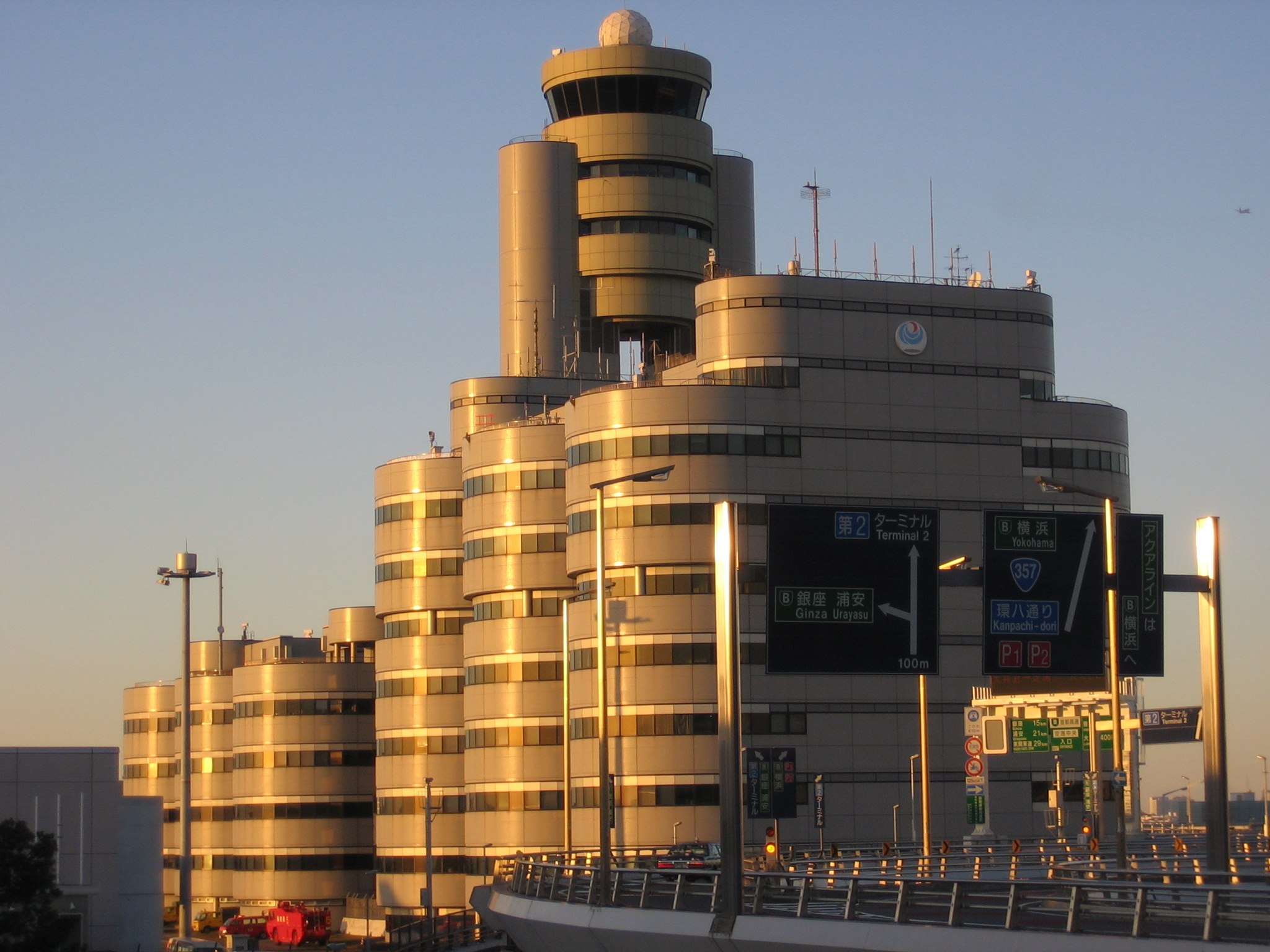
Tháp không lưu

#### Nhà ga số 2
Nhà ga số 2 chính thức hoạt động từ 1/12/2004. Nguồn kinh phí xây dựng nhà ga số 2 đến từ việc thu phí dịch vụ hành khách 170 yên (từ ngày 1/4/2011) trên mỗi vé máy bay, là phí dịch vụ hạ tầng hành khách (Passenger Service Facilities Charge - PSFC) nội địa đầu tiên ở Nhật Bản.
Nhà ga số 2 được khai thác bởi All Nippon Airways, Air Do và Solased Air cho các chặng bay nội địa. Vào ngày 29/3/2020, một số chuyến bay quốc tế của All Nippon Airways được chuyển đến nhà ga số 2 sau khi bổ sung các sảnh đi quốc tế và cơ sở hạ tầng CIQ kèm theo (Hải quan, Nhập cảnh, Khu vực chờ lên máy bay) nhằm chuẩn bị cho Thế vận hội Mùa hè 2020. Tuy nhiên, sảnh khởi hành và làm thủ tục quốc tế đã bị đóng cửa vô thời hạn vào ngày 11/4/2020, chưa đầy 2 tuần kể từ khi khai trương, do ảnh hưởng của đại dịch COVID-19.
Nhà ga có một nhà hàng ngoài trời trên sân thượng, một khu mua sắm 6 tầng với các nhà hàng và khách sạn Haneda Excel Hotel Tokyu gồm 387 phòng. Nhà ga có các cổng 51-73 sử dụng ống lồng (trong đó cổng 51-65 dành cho chuyến bay nội địa, cổng 66-70 dành cho chuyến bay nội địa hoặc quốc tế, cổng 71-73 dành cho chuyến bay quốc tế), cổng 46-48 là cổng phụ, cổng 500-511 (dành cho chuyến bay nội địa) và cổng 700-702 (dành cho các chuyến bay quốc tế) sử dụng xe buýt để ra máy bay.

Nhà ga số 2
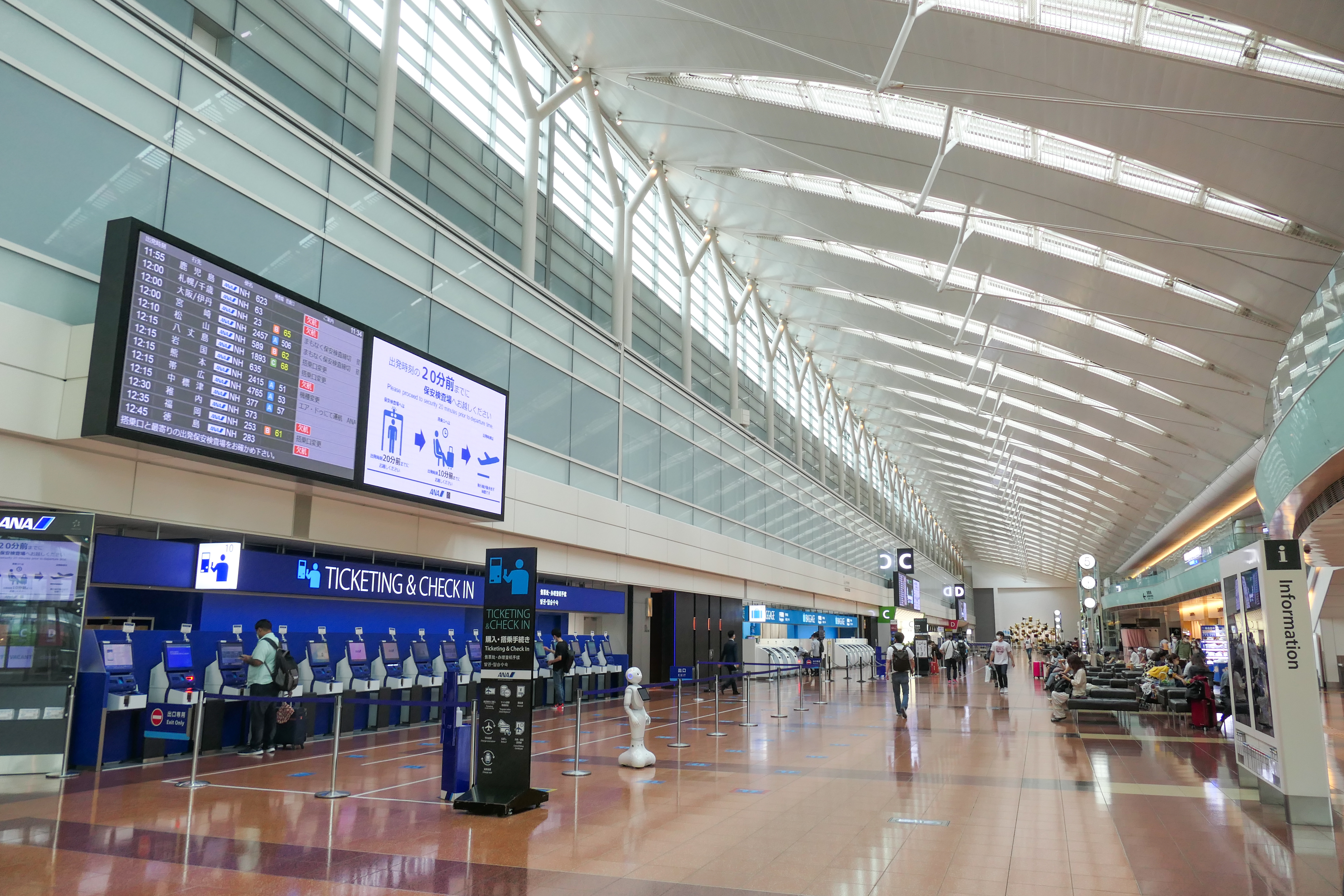
Sảnh làm thủ tục chuyến bay
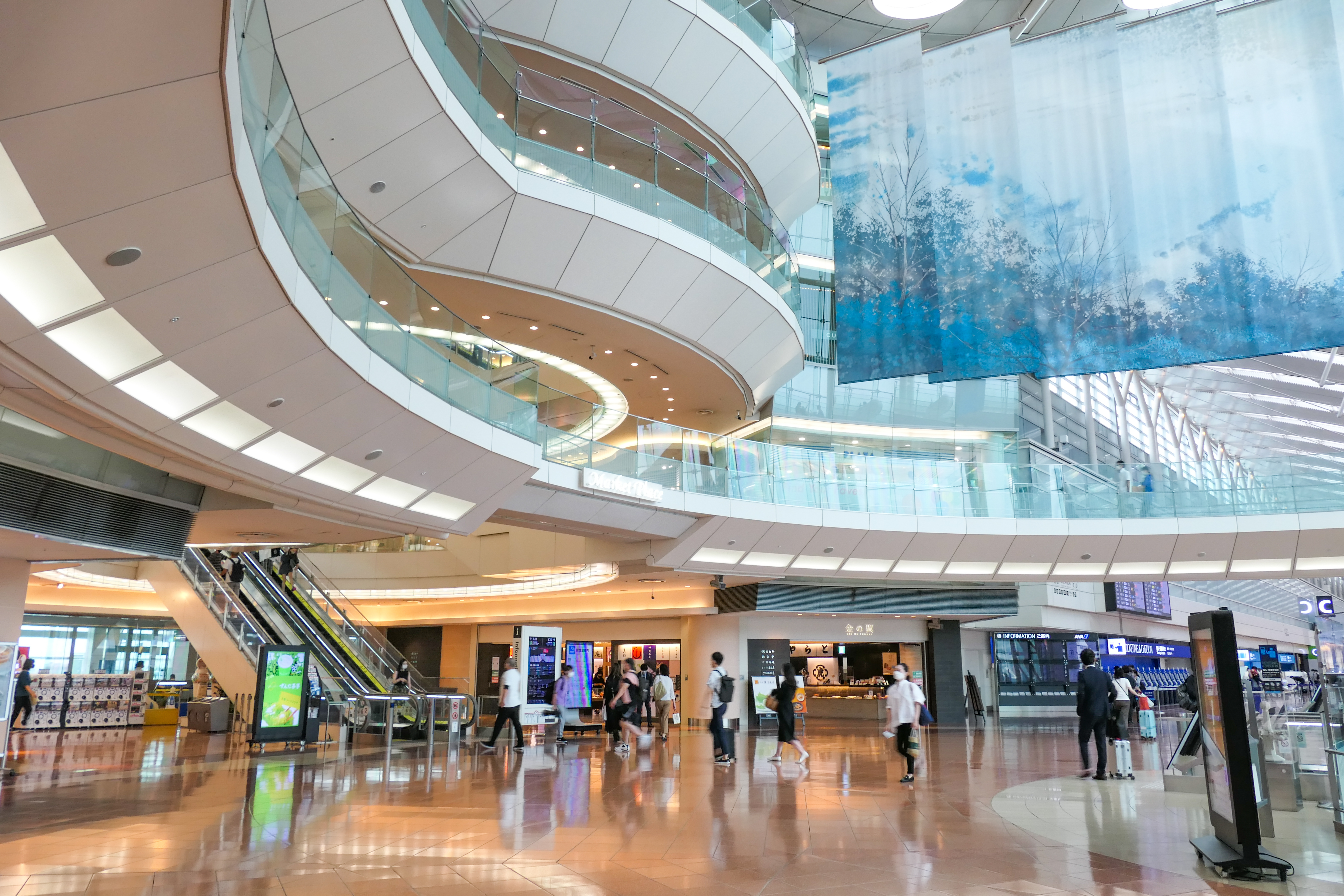
Khu vực mua sắm
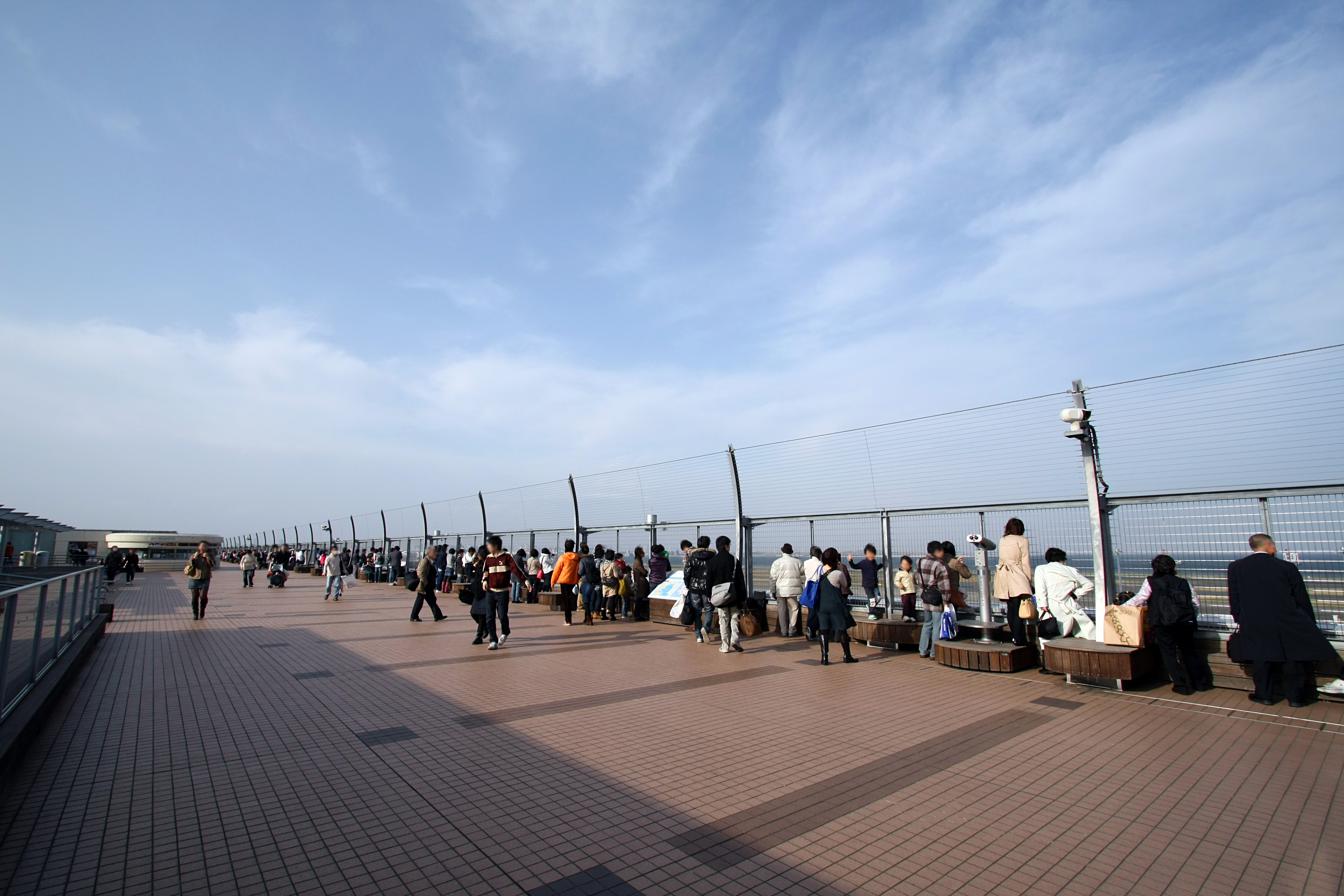
Đài quan sát ngoài trời

### Nhà ga số 3
Nhà ga số 3 (trước đây gọi là nhà ga quốc tế), mở cửa vào ngày 21/10/2010, thay thế nhà ga quốc tế năm 1998 nhỏ hơn nằm cạnh Nhà ga số 2. Nhà ga phục vụ hầu hết các chuyến bay quốc tế tại Haneda, ngoại trừ một số chuyến bay của All Nippon Airways khởi hành từ nhà ga số 2. Hai chuyến bay đường dài đầu tiên dự kiến khởi hành vào nửa đêm ngày 31/10/2010 từ nhà ga mới, nhưng sau cùng cả hai chuyến bay đều cất cánh trước nửa đêm ngày 30/10.
Nhà ga số 3 có các phòng khách hạng thương gia do All Nippon Airways (Star Alliance), Japan Airlines (Oneworld), Cathay Pacific Airways (Oneworld) và Delta Air Lines (SkyTeam). Các cổng khởi hành 105-114 và 140-149 sử dụng cầu hàng không, các cổng 131-139 sử dụng xe buýt để hành khách lên máy bay.
Nhà ga Quốc tế được đổi tên thành Nhà ga số 3 vào ngày 14/3/2020, vì nhà ga số 2 bắt đầu khai thác một số chuyến bay quốc tế của All Nippon Airways từ ngày 29/3/2020.

Nhà ga số 3
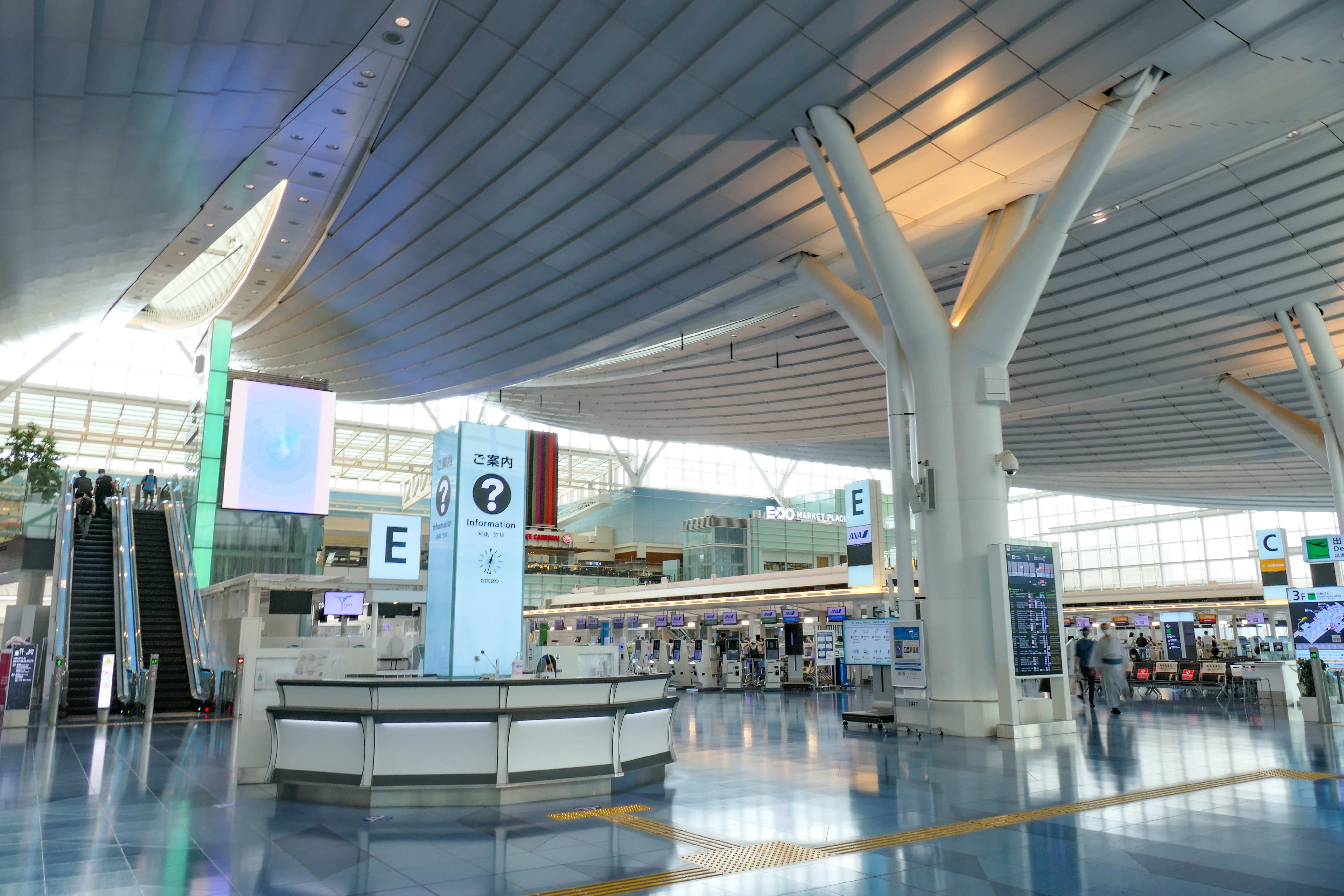
Sảnh làm thủ tục chuyến bay
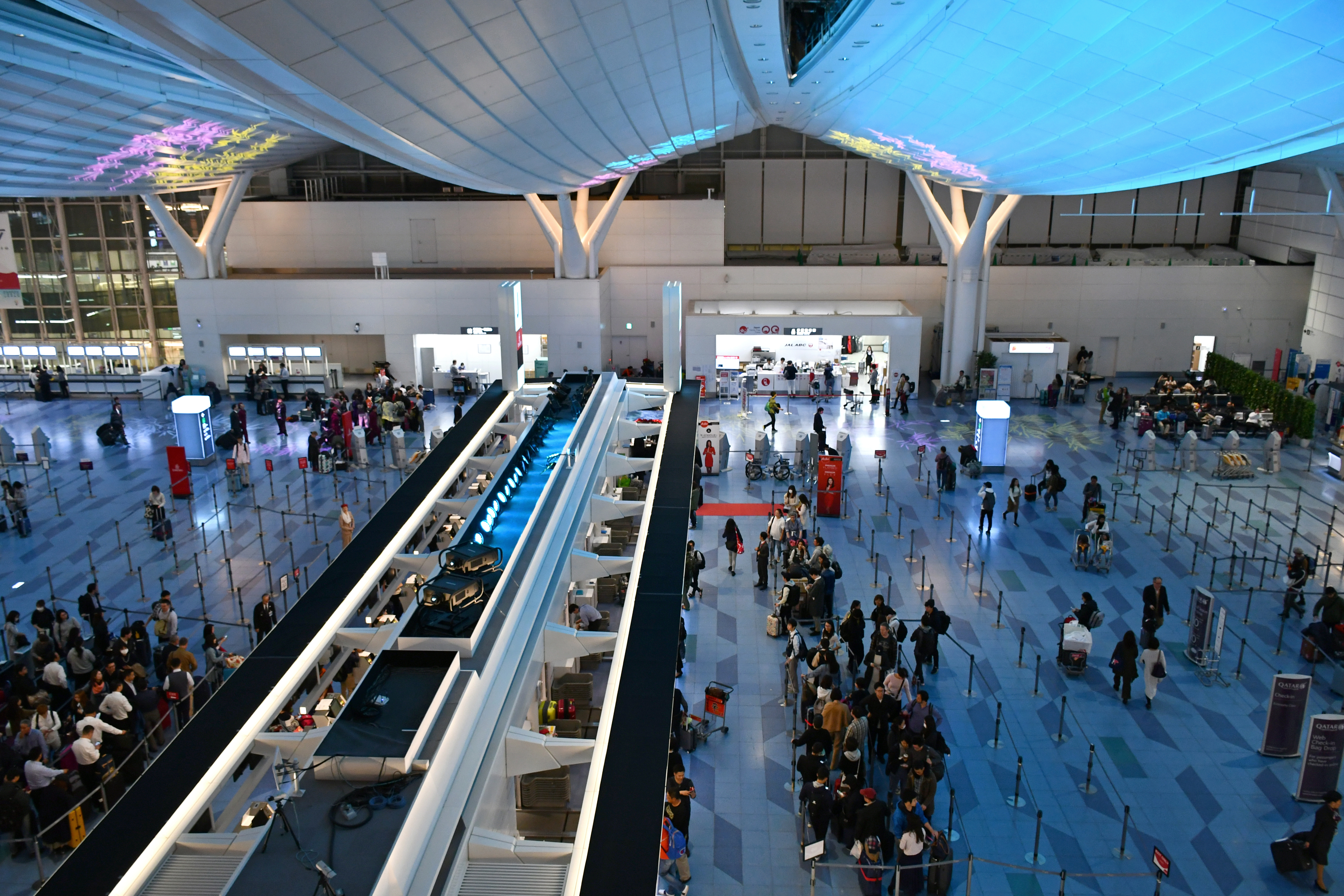
Quầy làm thủ tục hàng không
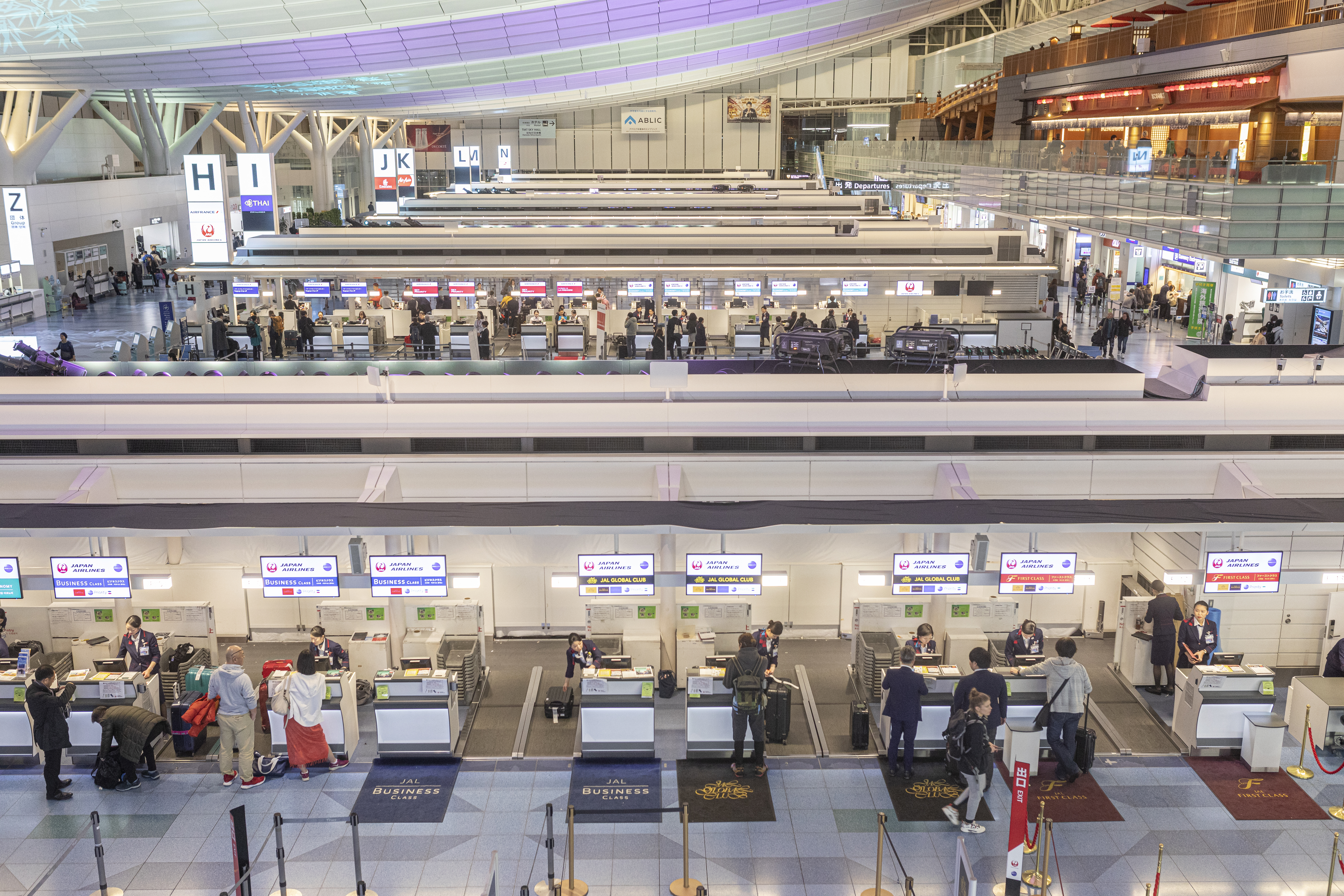
Khu vực làm thủ tục chuyến bay
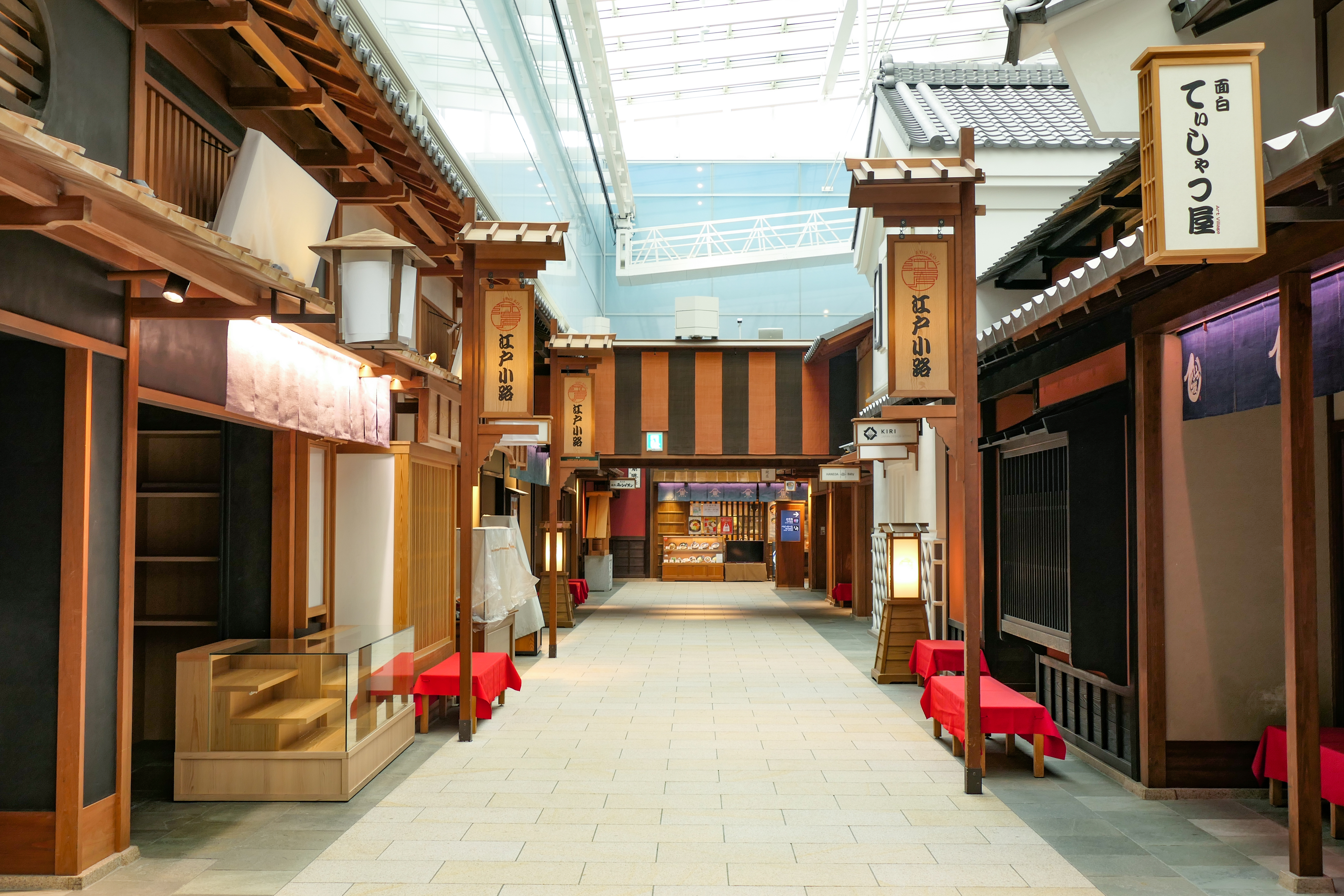
Edo-Koji, khu vực mua sắm

## Các hãng hàng không, tuyến bay và điểm đến
| Hãng hàng không            | Các điểm đến |
| -------------------------- | --- |
| Aeroflot                   | Moscow–Sheremetyevo (suspended) |
| AirAsia X                  | Kuala Lumpur–International |
| Air Canada                 | Toronto–Pearson (resumes 22 April 2023) |
| Air Do                     | Asahikawa, Hakodate, Kushiro, Memanbetsu, Obihiro, Sapporo–Chitose |
| Air France                 | Paris–Charles de Gaulle |
| All Nippon Airways         | Akita, Bangkok–Suvarnabhumi, Beijing–Capital, Chicago–O'Hare, Delhi, Frankfurt, Fukuoka, Guangzhou,Hakodate, Hiroshima, Ho Chi Minh City, Hong Kong, Honolulu, Houston–Intercontinental, Ishigaki, Iwakuni, Iwami, Jakarta–Soekarno-Hatta, Kagoshima, Kobe, Kochi-Ryoma, Komatsu, Kuala Lumpur–International, Kumamoto, Kushiro, London–Heathrow, Los Angeles, Matsuyama, Manila, Miyako, Miyazaki, Munich (resumes 26 March 2023), Nagasaki, Naha, Nakashibetsu, New York–JFK, Odate–Noshiro, Ōita, Okayama, Osaka–Itami, Osaka–Kansai, Paris–Charles de Gaulle, Thanh Đảo, Saga, San Francisco, Sapporo–Chitose, Seattle/Tacoma (resumes 26 March 2023), Seoul–Gimpo, Shanghai–Hongqiao, Shanghai–Pudong, Shonai, Singapore, Sydney, Taipei–Songshan, Takamatsu, Tokushima, Tottori, Toyama, Ube, Vancouver (resumes 26 March 2023), Wajima, Washington–Dulles, Yonago |
| American Airlines          | Dallas/Fort Worth (resumes 26 March 2023), Los Angeles |
| ANA Wings                  | Akita, Fukuoka, Hachijojima, Iwakuni, Kobe, Kōchi-Ryoma, Komatsu, Kushiro, Monbetsu, Nagoya–Centrair, Nakashibetsu, Odate–Noshiro, Ōita, Okayama, Osaka–Itami, Saga, Sapporo–Chitose, Shonai, Takamatsu, Tokushima, Tottori, Toyama, Wajima, Wakkanai, Yonago |
| Asiana Airlines            | Seoul–Gimpo, Seoul–Incheon (resumes 1 May 2023) |
| British Airways            | London–Heathrow |
| Cathay Pacific             | Hồng Kông |
| China Airlines             | Đài Bắc–Tùng Sơn |
| Delta Air Lines            | Atlanta, Detroit, Honolulu (begins 9 March 2023), Los Angeles, Minneapolis/St. Paul (resumes 26 March 2023), Portland (OR) (resumes 26 March 2023), Seattle/Tacoma |
| Emirates                   | Dubai–International (resumes 2 April 2023) |
| EVA Air                    | Taipei–Songshan |
| Finnair                    | Helsinki |
| Garuda Indonesia           | Jakarta–Soekarno-Hatta |
| Hawaiian Airlines          | Honolulu, Kailua-Kona (resumes 12 March 2023) |
| HK Express                 | Hồng Kông |
| ITA Airways                | Rome–Fiumicino |
| Japan Airlines             | Akita, Amami Ōshima, Aomori, Asahikawa, Bangkok–Suvarnabhumi, Beijing–Capital, Chicago–O'Hare, Dalian, Dallas/Fort Worth, Delhi, Fukuoka, Guangzhou, Hakodate, Helsinki, Hiroshima, Hồ Chí Minh, Hồng Kông, Honolulu, Ishigaki, Izumo, Kagoshima, Kitakyūshū, Kōchi-Ryoma, Komatsu, Kumamoto, Kushiro, London–Heathrow, Los Angeles, Manila, Matsuyama, Memanbetsu, Misawa, Miyako, Miyazaki, Moscow–Sheremetyevo (suspended), Nagasaki, Nagoya–Centrair, Naha, New York–JFK, Obihiro, Ōita, Okayama, Osaka–Itami, Osaka–Kansai, Paris–Charles de Gaulle, San Francisco, Sapporo–Chitose, Seoul–Gimpo, Shanghai–Hongqiao, Shanghai–Pudong (resumes 26 March 2023), Shirahama, Singapore, Sydney, Taipei–Songshan, Takamatsu, Tokushima, Ube, Yamagata |
| Korean Air                 | Seoul–Gimpo, Seoul–Incheon (resumes 26 March 2023) |
| Lufthansa                  | Frankfurt, Munich |
| Malaysia Airlines          | Kuala Lumpur–International |
| Peach                      | Seoul–Incheon, Taipei–Taoyuan |
| Philippine Airlines        | Manila |
| Qantas                     | Brisbane, Melbourne (resumes 27 March 2023), Sydney |
| Qatar Airways              | Doha (resumes 1 June 2023) |
| S7 Airlines                | Vladivostok (suspended) |
| Scandinavian Airlines      | Copenhagen (resumes 26 March 2023) |
| Singapore Airlines         | Singapore |
| Skymark Airlines           | Fukuoka, Kagoshima, Kobe, Naha, Sapporo–Chitose, Shimojishima |
| Solaseed Air               | Kagoshima, Kumamoto, Miyazaki, Nagasaki, Naha, Ōita |
| StarFlyer                  | Fukuoka, Kitakyūshū, Osaka–Kansai, Ube |
| Thai Airways International | Bangkok–Suvarnabhumi |
| Tigerair Taiwan            | Đài Bắc–Đào Viên |
| Turkish Airlines           | Istanbul |
| United Airlines            | Chicago–O'Hare, Los Angeles, Newark, San Francisco, Washington–Dulles |
| VietJet Air                | Đà Nẵng (resumes 27 March 2023) |
| Vietnam Airlines           | Hà Nội |
| Virgin Australia           | Cairns (begins 28 June 2023) |

### Hàng hóa
| Hãng hàng không | Các điểm đến |
| --------------- | ------------ |
| ANA Cargo       | Naha         |

## Thống kê

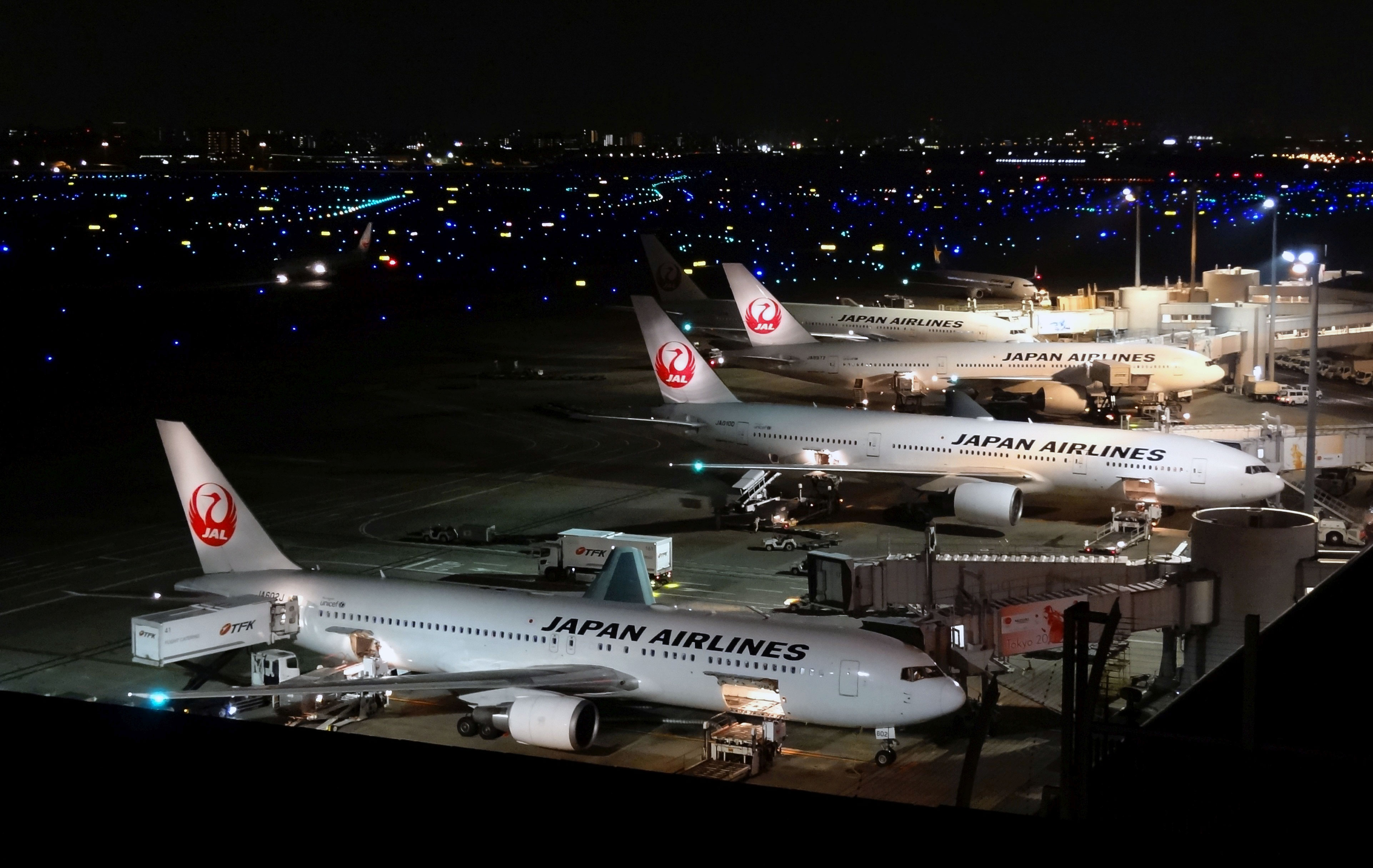
Các máy bayJapan Airlines đỗ tại nhà ga số 1

Source: Bộ Đất Đai, Hạ tầng, Vận tải và Du lịch Nhật Bản

### Đường bay nội địa đông đúc nhất (2018)
| Xếp hạng | Sân bay         | Lượt khách |
| -------- | --------------- | ---------- |
| 1.       | Sapporo–Chitose | 9,007,372  |
| 2.       | Fukuoka         | 8,647,386  |
| 3.       | Naha            | 5,919,365  |
| 4.       | Osaka–Itami     | 5,496,982  |
| 5.       | Kagoshima       | 2,506,276  |
| 6.       | Kumamoto        | 1,971,891  |
| 7.       | Hiroshima       | 1,878,286  |
| 8.       | Nagasaki        | 1,764,870  |
| 9.       | Matsuyama       | 1,563,870  |
| 10.      | Miyazaki        | 1,423,200  |
| 11.      | Osaka–Kansai    | 1,258,675  |
| 12.      | Takamatsu       | 1,252,568  |

### Số lượt cất hạ cánh
- Nội địa
- Quốc tế

### Số lượt hành khách
- Nội địa
- Quốc tế

### Sản lượng hàng hóa (tấn)
- Nội địa
- Quốc tế

### Chỉ số cất hạ cánh đúng giờ
Năm 2022, Sân bay Haneda là một trong những sân bay quốc tế có tỷ lệ chuyến bay đúng giờ cao nhất thế giới. Các chuyến bay khởi hành từ sân bay Haneda có tỷ lệ đúng giờ là 90,3% trên tổng số 373.264 chuyến bay theo thống kê của Cirium.

## Dịch vụ mặt đất

### Tàu điện

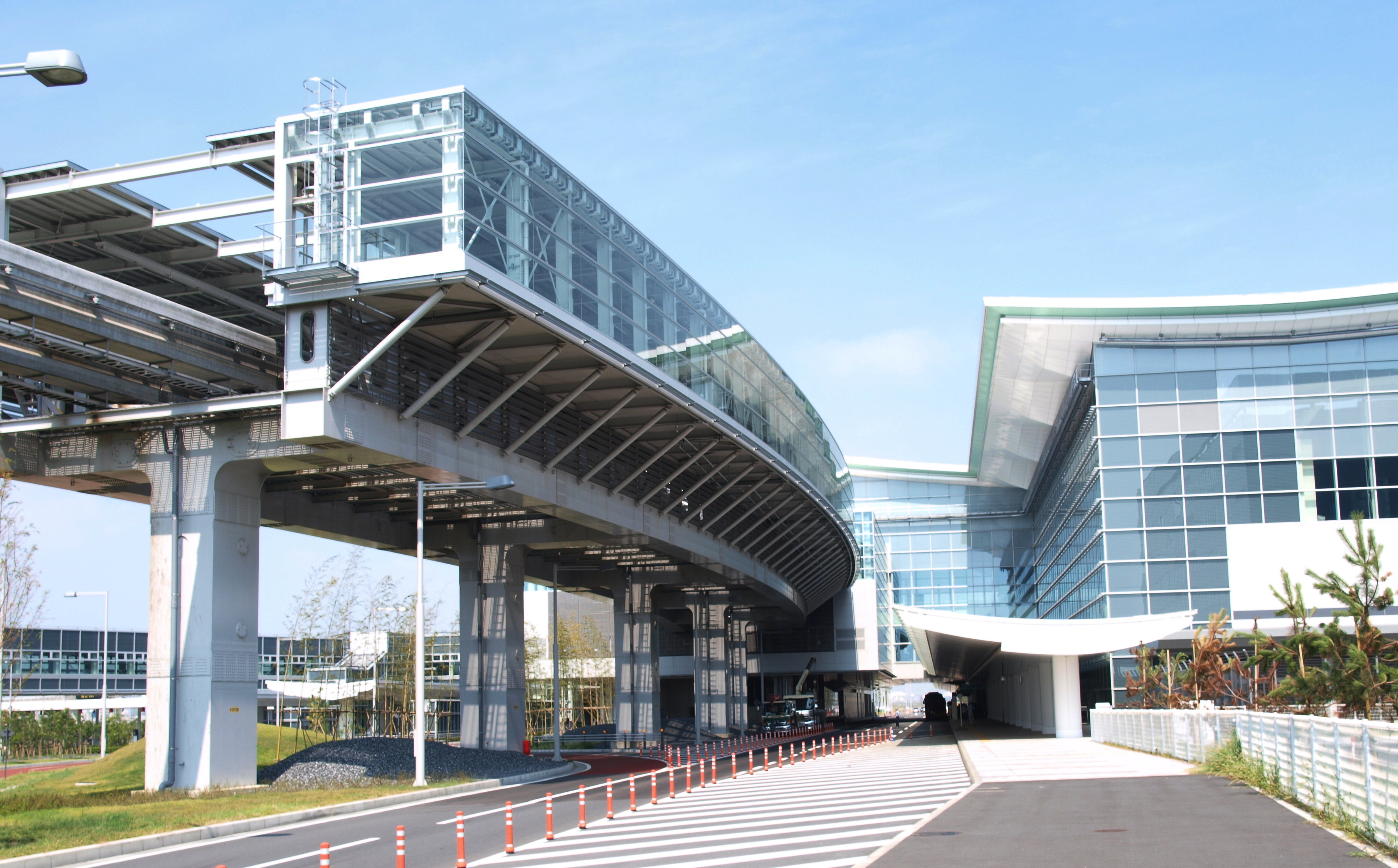
Ga Tokyo monorail Terminal 3

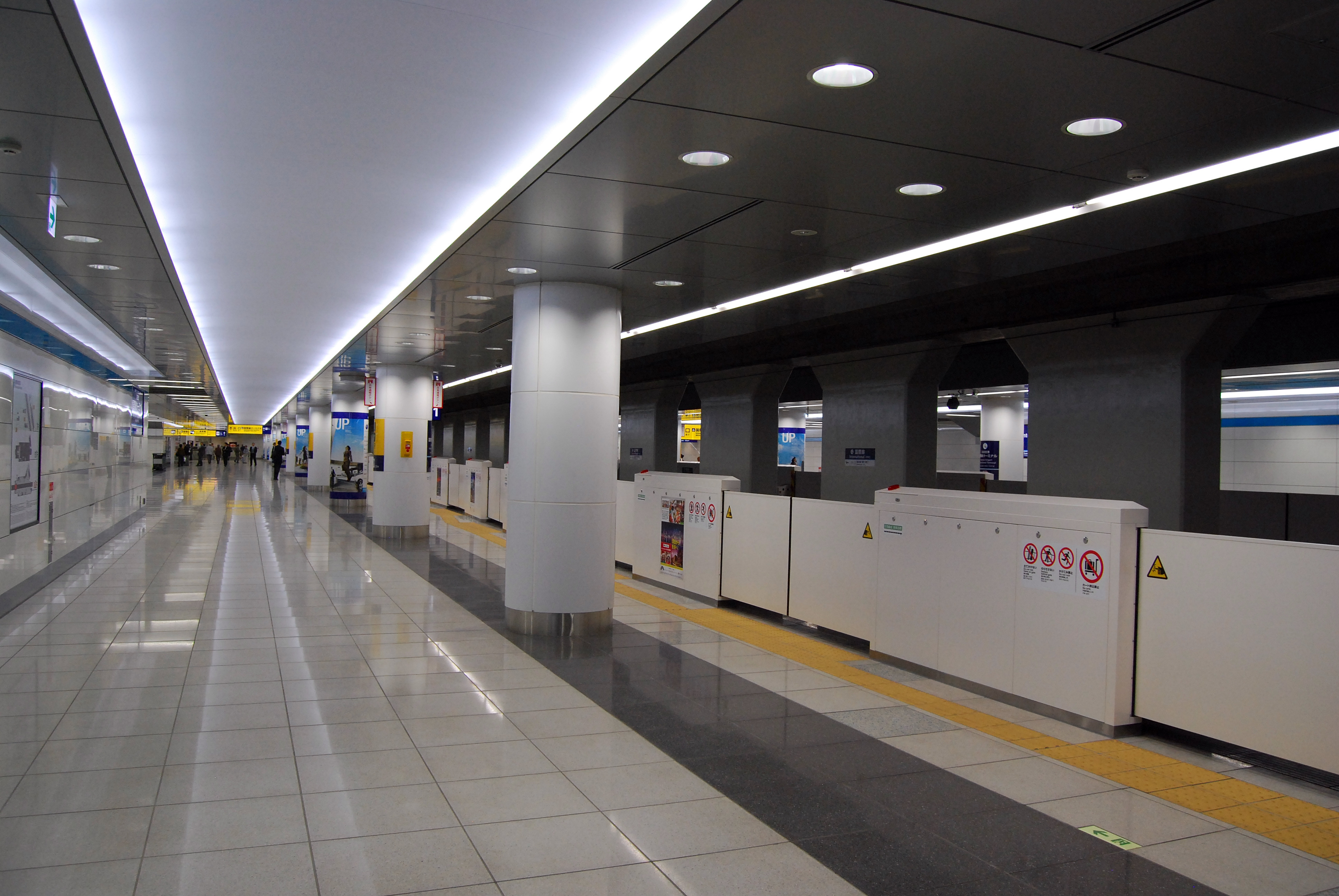
Ga Keikyu Airport Line

Sân bay Haneda được kết nối với tuyến Keikyu Airport và Tokyo Monorail. Ngoài ra, East JR đề xuất xây dựng tuyến tàu điện mới kết nối sân bay Haneda với trung tâm Tokyo vào năm 2029.
Tuyến Tokyo Monorail có 3 điểm dừng tại cả 3 nhà ga sân bay, trong khi tuyến Keikyu có 1 nhà ga nằm giữa nhà ga số 1 và nhà ga số 2 và 1 điểm dừng tại nhà ga số 3 của sân bay.
Đối với cả tuyến monorail và Keikyu, ga Terminal 3 được đổi tên từ International Terminal Station vào tháng 3/2020. Ga Keikyu Domestic Terminal được đổi tên thành Terminal 1·2.
Tuyến Keikyu vận hành các chuyến tàu đến Ga Shinagawa và Yokohama thông qua tuyến Toei Asakusa, thông qua một số điểm trung chuyển ở phía đông Tokyo. Một số chuyến tàu Keikyu cũng kết nối với tuyến Keisei Oshiage và tuyến Keisei Main, giúp hành khách có thể đến được sân bay Narita bằng tàu điện. Ngoài ra các chuyến tàu tốc hành Airport Limited Express chạy thẳng từ sân bay Haneda đến Shinagawa trong 11 phút.
Trong khi đó, tyến Tokyo Monorail chạy giữa sân bay và ga Hamamatsucho, nơi kết nối với tuyến Yamanote để đến các điểm khác tại Tokyo hoặc tuyến Keihin Tohoku tới Saitama, từ đó có cách di chuyển thứ hai đến sân bay Narita qua tuyến Narita Express hoặc tuyến Sobu ở nhà ga Tokyo. Các chuyến tàu tốc hành Haneda Express chạy thẳng từ sân bay Haneda đến Hamamatsucho trong khoảng 18-19 phút. Ga Hamamatsucho cũng nằm cạnh ga Toei Oedo Line Daimon.

### Đường bộ
Sân bay bị chia cắt bởi Đường cao tốc Shuto Bayshore Route và Quốc lộ  357, trong khi Shuto Expressway Route 1 và Tokyo Metropolitan Route 311 (Kampachi-dori Ave) chạy trên vành đai phía tây. Cầu Tamagawa Sky kết nối sân bay với Quốc lộ 409 và Đường cao tốc Shuto Tuyến K6 về phía tây nam qua sông Tama.
Sân bay có 5 bãi đỗ xe gồm bãi P1 và P2 phục vụ nhà ga số 1, P3 và P4 phục vụ nhà ga số 2, P5 phục vụ nhà ga số 3.

### Xe buýt
Dịch vụ xe buýt với lộ trình đến các điểm ở vùng Kanto được cung cấp bởi Airport Transport Service (Airport Limousine) và Keihin Kyuko Bus. Tokyo City Air Terminal, Shinjuku Expressway Bus Terminal và Yokohama City Air Terminal là các điểm dừng xe buýt lớn.

### Di chuyển đến sân bay Narita
Sân bay Haneda cách sân bay Narita khoảng 1,5 đến 2 giờ đi tàu hoặc xe buýt. Keisei chạy các chuyến tàu kết nối trực tiếp (được gọi là "Access Express") giữa Haneda và Narita trong 93 phút với giá 1.800 yên từ tháng 2/2019. Ngoài ra cũng có xe buýt chạy giữa hai sân bay do Airport Limousine Bus điều hành. Hành trình mất 65-85 phút hoặc lâu hơn tùy thuộc vào tình hình giao thông.

## Tai nạn và sự cố
- Ngày 23/7/1999: Chuyến bay 61 của All Nippon Airways bị không tặc ngay sau khi cất cánh. Tên không tặc đã giết cơ trưởng trước khi hắn bị khống chế; máy bay đã hạ cánh an toàn.
- Ngày 27/5/2016: Chuyến bay 2708 của Korean Air bị cháy động cơ khi đang cất cánh trên đường băng 34R của Haneda để đến sân bay quốc tế Gimpo. Việc cất cánh đã bị hủy bỏ và tất cả hành khách và phi hành đoàn trên máy bay đã nhanh chóng được sơ tán. Các cuộc điều tra sau đó đã xác định nguyên nhân vụ cháy động cơ là do lỗi động cơ của chiếc Boeing 777-3B5 không rõ nguyên nhân do sự giám sát của đội bảo trì.
- Tháng 8/2021: Sau thế vận hội Mùa hè 2020, các quan chức Belarus đã cố ép vận động viên Krystsina Tsimanouskaya lên một chiếc máy bay đến Belarus tại sân bay Tokyo. Tại sân bay, lực lượng an ninh hàng không đã ngăn chặc việc ép hồi hương và đưa cô đến một khu vực an toàn tại sân bay. Cô đã có thể bay tới Ba Lan sau khi họ cấp thị thực nhân đạo cho cô[101].